# One Piece (temporada 19)
Aquesta llista inclou la dinovena temporada de la sèrie de televisió d'anime One Piece, produïda per Toei Animation, dirigida per Kōnosuke Uda i basada en el manga homònim d'Eiichirō Oda.
La dinovena temporada es titula Whole Cake Island (enールケーキア イランド編 Hōru Kēki Airando hen?) I agrupa episodis del 783 al 891. Després que la tripulació del Barret de Palla es reuneixi a Zou, en Ruffy decideix marxar a Whole Cake Island juntament amb la Nami, el Chopper, el Brook i alguns visons aliats per evitar el matrimoni entre la Sanji i la 35a filla de la Big Mom, Charlotte Pudding. Els episodis s’emeten a Fuji TV des del 9 d’abril de 2017.

## Episodis
| # | Títol en català | Data d'estrena al Japó | Data d'estrena a Catalunya |
| --- | --- | ---------------------- | -------------------------- |
| 783 | Sanji torna a casa - al territori de la mare gran! - To Big Mom Territory! Sanji kikyō – Biggu Mamu no kaiiki e! (サンジ 帰郷 ビッグ・マムの海域へ！)                               | 9 d'abril de 2017      | -                          |
| Mentre es dirigeixen a Whole Cake Island, Vito mostra a Sanji una foto de Charlotte Pudding i diu que sempre va admirar el Germa 66 que, en un còmic molt famós, era l'exèrcit del malvat antagonista de l'heroi de la marina Sora. Mentrestant, al Sunny, tothom està al final de la seva força a causa de la manca de menjar i de les condicions meteorològiques adverses, quan en Ruffy finalment aconsegueix atrapar un peix gegant. Mentrestant, entre la boira, un vaixell de Germa 66 espera el pas d'algú. | |                        |                            |
| 784 | 0 i 4: una comparació amb Germa 66! Rei to Yon - Sōgū! Jeruma daburu shikkusu (0と4 遭遇！ジェルマ66)                                                                               | 16 d'abril de 2017     | -                          |
| En Ruffy es menja la pell del peix abans que en Chopper tingui temps d'advertir-lo que és extremadament verinós. Mentre els altres fan combustible, perd la força i es deteriora visiblement malgrat la seva resistència als verins. Mentrestant, entren al territori de Big Mom i es troben amb un vaixell del Germa 66 amb a bord de Yonji, una persona molt similar a Sanji de la qual suposo que serà el germà petit. La tripulació suplica a Yonji que els doni un antídot per salvar en Ruffy, però ell es nega desdenyosament; una noia, però, de sobte s'avança llançant-lo al mar i, saltant al Sunny, demana perdó pel comportament del seu germà. | |                        |                            |
| 785 | La crisi del verí mortal - en Ruffy i en Reiju! Mōdoku no kiki - Rufi to Reiju! (猛毒の危機 ルフィとレイジュ！)                                                                     | 23 d'abril de 2017     | -                          |
| La misteriosa noia, és a dir, la germana de Sanji anomenada Reiju, explica que els Vinsmoke són una família reial de ple dret que participa en el Reverie, tot i no tenir un regne real. Després d'això, xupa tot el verí d'en Ruffy, quedant completament il·lès. Recuperat, en Ruffy li demana que li torni Sanji, però Reiju li respon que ell és un d'ells i que ara probablement estigui amb la mare gran o el seu pare. Mentre Reiju i Yonji marxen prometent que no diran res sobre aquesta reunió, Aladin, al mar que hi ha a sota del vaixell, informa a Jinbe del que va passar i li pregunta com ha de procedir. Mentrestant, Pekoms enganya els soldats de Big Mom a bord d'un vaixell que els intercepta, aconseguint allunyar-los i aterrar el Sunny en una de les illes de l'arxipèlag de Tottoland. | |                        |                            |
| 786 | Tottolàndia! Apareix "Big Mom" un dels emperadors Tottorando! Yonkō Biggu Mamu tōjō! (万国！ 四皇ビッグ・マム登場)                                                                  | 30 d'abril de 2017     | -                          |
| Després d'aterrar a l'illa de Cocoa, en Ruffy i en Chopper van endavant i, després de descobrir que tot a l'illa és de xocolata, devoren una cafeteria només després de descobrir que és un delicte. Mentre Nami, Carrot, Brook i Pedro s'uneixen a ells preocupats, arriba Pudding, el propietari de la cafeteria, que els exonera afirmant que els havia demanat que l'enderrocessin. Pudding dona la benvinguda a en Ruffy i als seus companys dient que està honrada que la xocolata que produeix li agradi tant i que li preguntin qui són, però en Ruffy fa saltar la portada tot revelant el seu nom real. Mentrestant, mentre la tripulació de Big Mom reparteix la mort i la destrucció per diverses illes només per obtenir els ingredients del pastís de noces, Big Mom canta una grotesca cançó alegre amb lletres macabres, en assabentar-se que en Ruffy ja és a Tottoland i té ganes de conèixer-lo. | |                        |                            |
| 787 | La filla de l'emperador - Pudding de la promesa de Sanji Yonkō no musume - Sanji no konyakusha Purin (四皇の娘 サンジの婚約者プリン)                                                | 7 de maig de 2017      | -                          |
| Després d'aterrar a l'illa de Cocoa, en Ruffy i en Chopper van endavant i, després de descobrir que tot a l'illa és de xocolata, devoren una cafeteria només després de descobrir que és un delicte. Mentre Nami, Carrot, Brook i Pedro s'uneixen a ells preocupats, arriba Pudding, el propietari de la cafeteria, que els exonera afirmant que els havia demanat que l'enderrocessin. Pudding dona la benvinguda a en Ruffy i als seus companys dient que està honrada que la xocolata que produeix li agradi tant i que li preguntin qui són, però en Ruffy fa saltar la portada tot revelant el seu nom real. Mentrestant, mentre la tripulació de Big Mom reparteix la mort i la destrucció per diverses illes només per obtenir els ingredients del pastís de noces, Big Mom canta una grotesca cançó alegre amb lletres macabres, en assabentar-se que en Ruffy ja és a Tottoland i té ganes de conèixer-lo. | |                        |                            |
| 788 | Un gran atac! La crisi de la fam de la mare Dai-shingeki! Kui-wazurai no Mamu (大進撃! 食いわずらいのマム)                                                                          | 14 de maig de 2017     | -                          |
| Els soldats de Germa 66 guanyen la guerra al desplegament que els va contractar, i després es deixen indiferents a les reaccions de la població per dirigir-se a Whole Cake Island. Mentrestant, en Ruffy i els altres es dirigeixen cap al mateix objectiu seguint el mapa de Pudding i xocant amb alguns monstres marins. Mentrestant, Big Mom, en plena situació d'alguna de les seves crisis alimentàries, assola la seva capital, Sweet City, exigint furiós que li portin un croquembouche. | |                        |                            |
| 789 | El capital s'ensorra!? Big Mom i Jinbe Shuto hōkai!? Biggu Mamu to Jinbē (首都崩壊！？ ビッグ・マムとジンベエ)                                                                      | 21 de maig de 2017     | -                          |
| Charlotte Moscato, el setzè fill de Big Mom, intenta portar a la seva raó a la raó, però, enfadada, utilitza el seu poder per robar quaranta anys de vida, matant-lo. Jinbe arriba amb un croquembouche i dona de menjar a Big Mom, calmant-la, i després li diu que necessita parlar amb ella d'alguna cosa important. El pirata el convida a seguir-lo esperant que no pretengui abandonar la seva tripulació, però Jinbe, pensant en els seus moments amb en Ruffy, està disposat a complir la seva promesa. | |                        |                            |
| 790 | El castell de l'Emperadriu - l'arribada a Whole Cake Island Yonkō no shiro - Hōru Kēki Airando tōchaku (四皇の城 ホールケーキアイランド到着)                                        | 28 de maig de 2017     | -                          |
| Unes hores abans, Jinbe havia comunicat als pirates del Sol la intenció de deixar-los per unir-se a en Ruffy, tot trobant el seu suport. Tot i això, Charlotte Praline, una altra filla de Big Mom i esposa del vice capità Aladin, pirata del sol, li va advertir que ningú que havia demanat marxar havia sobreviscut. Malgrat això, Jinbe exposa la seva petició a Big Mom, que afirma voler privar-lo d'alguna cosa triant a través d'una macabra ruleta. Mentrestant, mentre continuen el seu viatge, Pedro li revela a en Ruffy i als altres que era un pirata en el passat juntament amb Pekoms i que uns anys abans va ser derrotat al territori de Big Mom, però, sorprès pel fet que els governants de Zou els mostressin el Road Poignee Griffe, té la intenció d'ajudar-los a fer una còpia del que està en poder de Big Mom mentre salven Sanji. L'endemà, en Ruffy i els altres arriben a Whole Cake Island. | |                        |                            |
| 791 | Bosc de caramels - en Ruffy contra en Ruffy? Okashi na mori - Rufi tai Rufi!? (お菓子な森 ルフィＶＳルフィ！？)                                                                     | 4 de juny de 2017      | -                          |
| Brook i Pedro van sortir a la recerca del Road Poignee Griffe a bord del Shark Submerge, mentre els altres aterren a l'illa, però, no troben Pudding a la cita que els havia donat a la platja. En Ruffy i en Chopper detecten que Sanji desapareix en un bosc proper i el persegueix juntament amb la Nami i la Pastanaga. Entrant en un intricat bosc de dolços, són gairebé devorats per un enorme cocodril parlant i després es troben amb una còpia mirall d'en Ruffy. Quan el Barret de Palla comença a lluitar amb la seva còpia de mirall, els altres tres detecten a Sanji de nou i segueixen perseguint-lo. | |                        |                            |
| 792 | L'assassí de la mare - en Ruffy i el bosc de les temptacions! Mamu no shikaku - Rufi to yūwaku no mori! (マムの刺客 ルフィと誘惑の森！)                                             | 11 de juny de 2017     | -                          |
| Nami, Chopper i Carrot es troben amb un home gegantí enterrat fins al coll demanant-los que li portin suc, però l'ignoren i continuen, sent atacats per un conill humanoide muntat en una grua. Els tres decideixen en aquell moment tornar al vaixell, recuperar a en Ruffy que encara lluita amb la seva còpia i recórrer la carretera al revés, però es troben amb el gegantí enterrat. Després d'intentar una vegada més arribar al vaixell, s'adonen que tot el bosc, inclosos els arbres, les flors i la terra, està viu i s'està movent per equivocar-se. Ruffy agafa a Nami i canvia de forma, demostrant que en realitat és Charlotte Brulee, la vuitena filla de Big Mom. | |                        |                            |
| 793 | El regne que viatja per mar - El rei del jutge Germa Kaiyū kokka - Jeruma no Ō Jajji (海遊国家 ジェルマの王ジャッジ)                                                                | 18 de juny de 2017     | -                          |
| Sanji és un hoste del castell de Germa 66, un regne sense nació format per nombrosos vaixells enllaçats, i la seva germana Reiju il·lustra els privilegis de ser reial. Poc després arriba el judge, el seu pare i comandant dels Germa, que va conquerir el mar del Nord per la força matant els quatre reis que hi regnaven, i desafia Sanji a un duel perquè ha derrotat el seu germà Yonji. Tanmateix, per sorpresa de tots, Sanji s'enfronta al seu pare en enfrontaments tant físics com mentals, tot recordant com de petit va ser assetjat pels tres germans amb la indiferència del seu pare. | |                        |                            |
| 794 | Duel pare-fill - jutge contra Sanji! Oyako taiketsu - Jajji tai Sanji! (父子対決 ジャッジVSサンジ!)                                                                                 | 25 de juny de 2017     | -                          |
| El jutge aconsegueix superar el seu fill gràcies a la tecnologia del Germa i els seus soldats que actuen com a escut humà. Més tard, explica a Sanji que vol el suport de Big Mom per conquerir el mar del Nord i per això té la intenció de "sacrificar-lo", que no considera el seu fill, pel matrimoni necessari per a l'aliança; després fa que Reiju es posi unes manilles explosives per evitar que s'escapi. Mentre Brook i Pedro s'infiltren a Sweet City, en Ruffy es perd al bosc i, després de tornar a ensopegar amb l'home gegant enterrat, veu els seus companys que, però, comencen a fugir i a amagar-se. | |                        |                            |
| 795 | Gran ambició - Big Mom i Caesar Kyodai na yabō - Biggu Mamu to Shīzā (巨大な野望 ビッグ・マムとシーザー)                                                                            | 2 de juliol de 2017    | -                          |
| Brook i Pedro van llegir al diari que Jinbe ha retirat la seva decisió de deixar la tripulació de Big Mom i veure a Pudding descobrir que no va anar a la cita amb els altres. Amb ella es troba el baró Tamago, que rep un informe perquè els dos descobreixin que la tripulació de Big Mom és conscient de tots els seus moviments. Mentrestant, Capone, juntament amb els seus homes, disparen a Pekoms després de lligar-lo i fer-lo caure d'un penya-segat. Big Mom pregunta a Caesar Clown sobre els experiments de gigantisme que va finançar, però Caesar culpa a Ruffy i Law del fracàs. Big Mom li revela que va fer reconstruir el laboratori i li ordena que sintetitzi el sèrum en dues setmanes. Mentrestant, en Ruffy captura les múltiples còpies dels seus companys i els reagrupa a tots del gegant enterrat, preguntant-se què passa. | |                        |                            |
| 796 | Regne de les ànimes - el temible poder de la Mom! Tamashī no kuni - Mamu no osorubeki nōryoku! (魂の国 マムの恐るべき能力！)                                                        | 9 de juliol de 2017    | -                          |
| En Ruffy descobreix que una de les criatures que ha capturat és l'autèntica Nami que li explica com van tractar amb Charlotte Brulee: després que la pastanaga quedés atrapada en un mirall pels poders de la dona, Chopper es quedava enrere per permetre-li escapar i trobar a en Ruffy. Els dos convencen l'home enterrat, que va presenciar tota l'escena, perquè els expliqués el que sap: explica que Chopper ha estat derrotat i que Big Mom demana a tots els habitants de Tottoland que sacrifiquin 1 mes de vida cada 6 romandre sota la seva protecció. Aquestes parts de l'ànima estan inserides per emanacions de la mateixa emperadriu en totes les coses i animals, fent-les vives i antropomòrfiques prenent el nom de Homeys. També revela que les còpies dels seus companys són animals normals transformats pels poders de Brulee i que sap totes aquestes coses perquè en el passat era un dels marits de Big Mom. En aquell moment, arriba Charlotte Cracker, el desè fill de Big Mom. Al lloc enviat per la mateixa emperadriu. | |                        |                            |
| 797 | Primer oficial! - Arriba el cracker dels 3 generals de postres Dai kanbu! San shōsei Kurakkā tōjō (大幹部！三将星クラッカー登場)                                                    | 16 de juliol de 2017   | -                          |
| Cracker aixeca l'home enterrat acusant-lo de traïdor per revelar secrets als seus enemics. Demana clemència, demanant tornar a veure a les seves filles, Chiffon i Laura. Nami recorda aquest últim, es va conèixer a Thriller Bark i s'adona que l'home és el seu pare i la mare gran la mare. El rei Baum, el líder dels Forest Homeys, també arriba al lloc amb Brulee mostrant-los com va atrapar Carrot i Chopper al món dels miralls. Tot i això, aquest tranquil·litza els seus amics i xiuxiueja alguna cosa a en Ruffy i la Nami. Quan en Cracker ataca l'home, en Ruffy desvia el cop i es prepara per enfrontar-se a l'oficial de Big Mom, mentre que la Nami s'escapa amb l'home, que diu que es diu Pound, perseguit per Brulee i els Homeys. La Nami tranquil·litza a Pound que la seva filla Laura està bé i li mostra la targeta Vivre que li havia regalat. En veure això, els Homeys cessen totes les accions hostils, impotents davant l'aura del seu creador que emana de la targeta Vivre. | |                        |                            |
| 798 | Un enemic de 800 milions - en Ruffy contra un cracker de 1000 armes Hachi oku no teki - Rufi tai senju no Kurakkā (8億の敵 ルフィVS千手のクラッカー)                                | 23 de juliol de 2017   | -                          |
| En Ruffy s'enfronta a Cracker que es troba en dificultats, ja que sembla ser capaç de multiplicar armes, espases i escuts a voluntat. Mentrestant, Brulee explica a Nami que en els darrers temps quatre de les onze supernoves s'han aventurat als territoris de Big Mom: a excepció de Bege que s'ha unit a l'emperadriu, les altres han fugit. L'únic que va destacar va ser Urouge que va derrotar un dels quatre generals dels dolços, abans de ser derrotat al seu torn per Cracker. La Nami, amb l'ajut de Pound, aconsegueix copejar Brulee amb un llamp i tornar-la al món dels miralls. Llavors s'adona que la targeta Vivre que li va regalar Laura pertany a Big Mom i contempla utilitzar-la per manipular els Homeys. | |                        |                            |
| 799 | Full Power Battle - Gear Fourth vs Bis Bis power Zenryoku shōbu - Gia Fōsu tai Bisu Bisu no chikara (全力勝負 ギア 4VSビスビスの能力)                                               | 30 de juliol de 2017   | -                          |
| Mentre Brook i Pedro busquen una manera d'entrar al castell de Big Mom, la Nami utilitza la targeta Vivre de Big Mom per ordenar als Homeys que ataquin Cracker. Mentrestant, en Ruffy treu el Gear Fourth i trenca les defenses del general dels dolços, destrossant-lo. El veritable Cracker surt del cos i revela que el que ha lluitat Ruffy fins ara és només la seva armadura que pot recrear i multiplicar a voluntat amb els seus poders del fruit del dimoni Bis Bis. | |                        |                            |
| 800 | 1 i 2 - Reunió! La família Vinsmoke Ichi to Ni - Shūketsu! Vinsumōku-ke (1と2 集結！ヴィンスモーク家)                                                                               | 6 d'agost de 2017      | -                          |
| Mentre en Ruffy continua lluitant contra en Cracker, en Brook i en Pedro s'amaguen en un soldat patrulla de galetes per colar-se al castell. Mentrestant, tornen de la missió en què es van comprometre Ichiji i Niji, els germans grans de Sanji, però durant el sopar aquest s'enfada amb Niji perquè malgasta menjar i intenta colpejar el cap de cuina Cosette afirmant que el menjar que prepara no és bé. | |                        |                            |
| 801 | La vida del benefactor - Sanji i el mestre Zeff Onjin no inochi - Sanji to ōnā Zefu (恩人の命 サンジと料理長ゼフ)                                                                   | 13 d'agost de 2017     | -                          |
| El jutge aplaudeix la disputa entre Niji i Sanji, amenaçant aquest últim amb matar Zeff si s'oposa al matrimoni. Mentrestant, en Ruffy es queda sense temps per quedar-se a Gear Fourth: esgotat, és perseguit per un dels soldats de galetes de Cracker. | |                        |                            |
| 802 | La ira de Sanji: el secret de Germa 66 Ikari no Sanji - Jeruma daburu shikkusu no himitsu (怒りのサンジ ジェルマ66の秘密)                                                           | 20 d'agost de 2017     | -                          |
| (més de la meitat no extreta del manga) En Ruffy és rescatat per la Nami que utilitza els Homeys contra els soldats de galetes i fugen junts esperant que recuperi les seves forces, però s'uneixen a Cracker. Mentrestant, Sanji descobreix que Cosette ha estat apallissada i Yonji li ofereix portar-lo a Niji, sospitós de ser el culpable, però el porta al laboratori secret de Germa 66, on explica que el motiu pel qual són temuts i envejats al món és un exèrcit. de clons que es conreen al laboratori. De fet, Judge és un científic brillant que va col·laborar amb Vegapunk en el passat. Als germans se'ls uneix Ichiji i Niji i Sanji, furibunds, llança contra aquest últim. | |                        |                            |
| 803 | El passat abandonat: Sanji Vinsmoke Suteta kako - Vinsumōku Sanji (捨てた過去 ヴィンスモーク・サンジ)                                                                               | 27 d'agost de 2017     | -                          |
| la meitat no extreta del manga) La Nami aconsegueix mantenir ocupat el Cracker perquè en Ruffy recuperi les seves forces i estigui a punt per enfrontar-lo de nou. Mentrestant, Sanji xoca amb Niji, però es veu obligat a no reaccionar quan els seus germans tornen a amenaçar Zeff. Recorda quan era un nen, l'únic dels seus germans que no va néixer com a superhome després dels experiments del seu pare; considerat per ell una decepció, va ser empresonat en una masmorra amb una màscara de ferro i proclamat mort a la nació. | |                        |                            |
| 804 | Cap al mar de l'Est - la decidida sortida de Sanji Īsuto Burū e - Sanji ketsui no funade (東の海イーストブルーへ サンジ決意の船出)                                                  | 3 de setembre de 2017  | -                          |
| Tancat a la cel·la, Sanji va recordar haver provat les primeres receptes que va portar a la seva mare malalta, que va morir després. Aleshores va demanar tenir el que necessitava i passava el temps aprenent a cuinar, entre la reiterada violència dels germans que periòdicament tornaven a colpejar-lo i la bondat de Reiju que li curava les ferides. Un dia, mentre el Germa 66 estava al East Blue per fer una guerra, Sanji va decidir escapar amb l'ajut de Reiju. Descobert pel seu pare, aquest el va deixar anar feliç de desfer-se del seu fill que segurament moriria sol, demanant-li que no digués que era el seu fill perquè li feia vergonya. Entre llàgrimes, Sanji va ser esperonat per Reiju, pujant a un vaixell restaurant. En el present, obligat a no reaccionar, Sanji és apallissat com en el passat pels seus germans. | |                        |                            |
| 805 | Desafia els teus límits - en Ruffy i les galetes infinites Genkai shōbu - Rufi to mugen bisuketto (限界勝負 ルフィと無限ビスケット)                                                 | 17 de setembre de 2017 | -                          |
| aproximadament la meitat no extreta del manga) menjar per evitar que es regenerin. Mentrestant, el Germa es prepara per marxar al castell de Big Mom i Reiju s'encarrega de les ferides de Sanji comentant la seva cavalleria. Mentrestant, en Ruffy devora infinitat de galetes creades per Cracker fins al límit de l'estómac. | |                        |                            |
| 806 | El poder de la sacietat - el nou Gear Fourth Tank Man Manpuku no chikara - Shin Gia Fōsu Tankuman! (満腹の力 新ギア４タンクマン！)                                                  | 24 de setembre de 2017 | -                          |
| En Ruffy utilitza el Gear Fourth en una forma donada per l'estómac ple i repel·leix l'atac de Cracker, derrotant-lo i llançant-lo al castell de Big Mom, on els seus germans el troben. Pound s'apropa a en Ruffy i la Nami aconsellant-los que escapen abans que la ira de la Big Mom caigui sobre ells, però en Ruffy insisteix que el rei Baum els acompanyi a Sanji. Mentrestant, aquest, juntament amb la seva família, marxa per arribar al castell de Big Mom | |                        |                            |
| 807 | El duel més trist - Ruffy contra Sanji (primera part) Kanashiki kettō - Rufi VS Sanji (zenpen) (哀しき決闘 ルフィVSサンジ (前編))                                                   | 1 d'octubre de 2017    | -                          |
| Sanji torna a la seva infantesa, a la seva trobada amb Zeff i després amb en Ruffy. Mentre s'absorbeix en els seus pensaments, en Ruffy i la Nami arriben al carruatge on es dirigeix cap al castell de Big Mom, dient-li que se’n vagi, però Sanji colpeja en Ruffy amb amarges paraules de menyspreu. | |                        |                            |
| 808 | El duel més trist - Ruffy contra Sanji (part 2) Kanashiki kettō - Rufi VS Sanji (kōhen) (哀しき決闘 ルフィVSサンジ (後編))                                                          | 1 d'octubre de 2017    | -                          |
| En Ruffy rebutja la idea que Sanji realment pensa el que diu, però en Ruffy comença a colpejar-lo per expulsar-lo. Tot i això, en Ruffy continua sofrint els cops del seu amic entre les burles de Germa i la desesperació de la Nami, fins que cau a terra. Quan Sanji se’n va, en Ruffy li crida que es quedarà allà esperant-lo i fins aleshores farà una vaga de fam. Tot i que entre llàgrimes per aquestes paraules, Sanji decideix continuar el viatge amb la seva família. | |                        |                            |
| 809 | Tempesta venjatiu - irromp l'exèrcit furiós Fukushū no arashi - Ikari no gundan shūrai! (復讐の嵐 怒りの軍団襲来！)                                                                 | 15 d'octubre de 2017   | -                          |
| Big Mom s'assabenta de la derrota de Cracker i, furiosa, desencadena una "tempesta venjativa" a la zona enviant el seu exèrcit a caçar en Ruffy; Mentrestant, aquest es nega fins i tot a deixar que arribi a la boca l'enfonsat xarop de pluja, per complir la seva promesa de no menjar res que el cuiner del seu vaixell no cuina. Mentrestant, Germa 66 arriba al castell i dina amb l'emperadriu, on Pudding deixa un missatge perquè Sanji parli en privat. Mentrestant, Nami i Ruffy detecten l'exèrcit d'enemics, però aquest es nega a fugir per complir la seva paraula a Sanji. | |                        |                            |
| 810 | End of Adventure - Sanji's Resolute Proposal Bōken no owari - Sanji ketsui no puropōzu (冒険の終わり サンジ決意のプロポーズ」)                                                      | 22 d'octubre de 2017   | -                          |
| més de la meitat no extreta del manga) Mentre en Ruffy i la Nami prenen l'exèrcit de Big Mom, Sanji es retroba amb Pudding després de dinar. La noia diu que havia concertat una cita amb en Ruffy i els altres i que no va poder arribar-hi, però l'insta a marxar abans que ell no pugui. Sanji, però, explica que no pot marxar ja a causa de les manilles i les amenaces contra Zeff, tornant a posar la seva seguretat a Pudding. | |                        |                            |
| 811 | Esperaré aquí - en Ruffy contra l'exèrcit enfurismat de matsu - Rufi tai ikari no gundan (ここで待つ ルフィVS怒りの軍団)                                                            | 29 d'octubre de 2017   | -                          |
| en part no extret del manga) Mentre Chopper i Carrot s'enfronten a Brulee i els seus aliats al món dels miralls, en Ruffy i la Nami continuen lluitant contra l'exèrcit de Big Mom. Nami és capturada, però, i en Ruffy, esgotat pels enfrontaments, és finalment derrotat. Mentrestant, Sanji demana a Big Mom que estalviï els seus companys i els deixi anar, prometent a canvi d'acceptar el matrimoni. L'emperadriu, per sorpresa, accepta, alegre al pensar el pastís de noces i tenir al costat el poder de Germa 66. Mentrestant, els fills de Big Mom descobreixen que la Nami té la targeta Vivre de la seva mare que pertanyia a Laura i discuteixen el fet que la va matar tot i que la Nami afirma que és amiga seva. | |                        |                            |
| 812 | Infiltració del castell - robeu-lo! The Road Poignee Griffe Shatō sennyū - Ubae! Rōdo Pōnegurifu (城内シャトー潜入 奪え！ ロード歴史の本文ポーネグリフ)                             | 5 de novembre de 2017  | -                          |
| En Ruffy i la Nami estan tancats en un llibre de presons gràcies als poders de Charlotte Mont d'Or. Brulee i els seus aliats capturen Carrot i Chopper, però Chopper té un pla al cap per a alliberar-se de les cadenes i capgirar la marea. Mentrestant, Brook, gràcies als seus poders, troba l'habitació del tresor de Big Mom on es guarda la carretera Poignee Griffe, però descobreix que la vigilància ha augmentat després que Tamago es va assabentar de la presència de Pedro a l'illa. Per tenir èxit, Brook demana a Pedro que atregui i el visó accepta. Mentrestant, Big Mom mostra a Germa 66 la seva col·lecció de criatures peculiars atrapades en llibres pel seu fill Mont d'Or, quan rep notícies de la captura d'en Ruffy. A través d'una bavosa, comença a burlar-se d'ell i de les amenaces que li havia fet a l'illa dels homes-peixos, però en Ruffy, en resposta, el desafia a lluitar cara a cara in situ. | |                        |                            |
| 813 | Cara a cara - en Ruffy i Big Mom Innen no taimen - Rufi to Biggu Mamu! (因縁の対面 ルフィとビッグ・マム！)                                                                          | 12 de novembre de 2017 | -                          |
| Big Mom rebutja les amenaces d'en Ruffy dient que també els estalviarà per haver menjat els dolços que li havien destinat a l'illa dels homes dels peixos perquè anhela obrir l'arqueta l'endemà durant el casament; Aleshores es dirigeix cap a Nami intentant esbrinar on és la seva filla Laura, a qui l'emperadriu vol matar perquè va fugir, arruïnant un matrimoni que hauria aportat un gran poder a la família. Mentrestant, Pedro ataca la sala del tresor des de la part frontal, destrossant els guàrdies fora de la porta i atraient a alguns dels que hi ha dins, inclosos Tamago i el dolç general Smoothie. | |                        |                            |
| 814 | Soul Cry - la ràpida operació de Brook i Pedro Tamashī no sakebi - Burukku & Pedoro dengeki sakusen (魂の叫び ブルック＆ペドロ電撃作戦)                                             | 19 de novembre de 2017 | -                          |
| Brook entra a la sala del tresor tancant-se dins, enfrontant-se als guàrdies deixats a l'interior i mostrant que pot derrotar fàcilment als soldats d'escacs animats per Big Mom amb els poders manipuladors de la seva pròpia ànima donats pel seu fruit del diable. Mentrestant, Chopper i Carrot van contraatacar com a pres premeditat per atrapar a Brulee i els seus aliats amb la guàrdia lliure. Mentrestant, Pudding va a en Ruffy i la Nami, demanant disculpes i dient-los que Sanji li ha fet la proposta de matrimoni. | |                        |                            |
| 815 | Adéu - les llàgrimes decisives de Pudding Sayonara - Purin namida no ketsui (さよなら プリン涙の決意)                                                                               | 26 de novembre de 2017 | -                          |
| Pudding diu que sap que la proposta de Sanji es va fer només per amabilitat i que no té intenció de casar-se amb ell, després li xiuxiueja alguna cosa a en Ruffy i la Nami que els deixin bocabadats i se'n vagin plorant. Mentrestant, Chopper i Carrot derroten Brulee i els seus aliats, amb la intenció d'utilitzar la filla de Big Mom com a mitjà per moure’s per l'illa a través dels miralls. Mentrestant, Brook derrota la resta de guàrdies i arriba a la carretera Poignee Griffe, però la mateixa gran mare, assabentada de l'atac, arriba al lloc i entra a l'habitació, irrompent la porta sense esforç. Pedro està envoltat al jardí interior i enfrontat per Tamago que li pregunta què el va empènyer a tornar després que l'última vegada que Big Mom li va treure cinquanta anys de vida. Mentrestant, Reiju, mentre deambula pel castell amb cautela, és ferit per un misteriós agressor. | |                        |                            |
| 816 | El destí de l'ull esquerre: Pedro contra el baró Tamago Hidarime no innen - Pedoro tai Tamago danshaku (左眼の因縁 ペドロVSタマゴ男爵)                                              | 3 de desembre de 2017  | -                          |
| A Reiju se li uneix Pudding que nota amb alarma que ha estat ferida. Mentrestant, Brook decideix sense por enfrontar-se obertament a Big Mom per completar la seva missió. Mentrestant, Pedro i Tamago s'enfronten recordant els fets de cinc anys abans: Pedro i el seu company Zepo s'havien colat a l'illa per robar un Poignee Griffe i el primer havia ferit Tamago fent que perdés un ull. Més tard capturat per Big Mom, Zepo va ser condemnat a perdre 100 anys de vida i, per tant, va ser assassinat. Pedro, oferint l'ull esquerre com a sacrifici, havia perdut 50 anys de vida, cosa que li va permetre tenir uns quants anys més de vida. En l'actualitat, Pedro afirma que està disposat a donar la seva vida per a la tripulació del barret de palla que, segons ell, aportarà "l'alba del món" i talla Tamago per la meitat. | |                        |                            |
| 817 | Cigarreta mullada - la nit anterior al casament de Sanji Shikemoku - Sanji no kekkon zenya (シケモク サンジの結婚前夜)                                                              | 10 de desembre de 2017 | -                          |
| Sanji va a Pudding amb una cistella de menjar preparada per ell, però, empès cap enrere per la porta que parla, s'acosta a la finestra on veu Pudding rient i parlant amb Reiju. Pudding revela que sempre ha falsificat i és un expert agent doble, presumint de com va enganyar la tripulació de Straw Hat i Sanji, que es burlen repetidament de la proposta de matrimoni. De fet, poc abans va xiuxiuejar a en Ruffy i la Nami que mataria a Sanji a la cerimònia, i la mateixa sort passarà per la família Vinsmoke, perquè la intenció de Big Mom només és apropiar-se de la tecnologia del clon. Desesperat, Sanji plora en silenci fora de la finestra. | |                        |                            |
| 818 | The Undaunted Soul - Brook vs Big Mom Fukutsu no sōru - Burukku tai Biggu Mamu (不屈の魂 ブルックVSビック・マム)                                                                    | 17 de desembre de 2017 | -                          |
| Pudding utilitza els seus poders fruiters Memo Memo per modificar els records de Reiju de manera que creu que ha estat atacada per vianants i que mai no ha conegut Pudding, oblidant tot el que acaba de revelar. Mentrestant, mentre Brook resisteix intensament els cops de Big Mom, Chopper i Carrot localitzen els miralls que donen al castell a la recerca dels seus companys. Mentrestant, Jinbe arriba a la biblioteca dels presoners i fa fora Charlotte Opera, ja que té la intenció d'alliberar en Ruffy i la Nami. | |                        |                            |
| 819 | El desig de Sora - Sanji, l'error de Germa Sora no negai - Jeruma no shippaisaku Sanji (母の願い ジェルマの失敗作サンジ)                                                            | 24 de desembre de 2017 | -                          |
| Mentre Jinbe allibera en Ruffy i la Nami, en Sanji s'uneix a Reiju a la infermeria i li explica el que realment va passar amb Pudding. Reiju, però, diu que prefereix no dir res i creu que el Germa 66 ha de complir el seu destí, en lloc d'instar a Sanji a marxar i viure. La noia explica que quan la seva mare Sora estava embarassada d'ell i dels seus germans, es va veure obligada a sotmetre’s a una operació de manipulació genètica desitjada pel seu pare, de manera que va prendre una droga per contrarestar-la. Com a resultat d'això, els anys següents va caure malalt i va morir, però Sanji va néixer sense manipulacions genètiques com un nen amable. Per aquest motiu, després de la mort de Sora, el jutge va vessar la seva frustració sobre Sanji considerant-lo sempre un fracàs i per la mateixa raó Reiju insta Sanji a continuar vivint. | |                        |                            |
| 820 | Per arribar a Sanji - el salt infernal venjatiu d'en Ruffy! Sanji no moto e - Rufi gyakushū no dai gekisō! (サンジの元へ ルフィ逆襲の大激走!)                                       | 7 de gener de 2018     | -                          |
| Mentre en Ruffy es dirigeix al castell de la Big Mom, derrotant els enemics per arribar a Sanji, el baró Tamago gràcies als poders del seu diable fruit tot i haver estat derrotat, es reforma com el vescomte Hiyoko, reprenent la lluita més forta mai contra Pedro. Tanmateix, aquest el derrota de nou i, abans que evolucioni de nou al comte Niwatori, estant envoltat d'enemics, es detona a si mateix amb una càrrega de dinamita. Mentrestant, Brook és derrotat per Big Mom i capturat; l'emperadriu el fa buscar per assegurar-se que no tingui un parell de la carretera Poignee Griffe, afirmant que vol ser ella qui arribi a Raftel, desxifrant les inscripcions a través dels poders latents de Pudding, una barreja de la rara tribu de tres ulls. | |                        |                            |
| 821 | Raging Chateau - en Ruffy al lloc de la reunió Shatō dōran - Rufi yakusoku no basho e (城内動乱 ルフィ約束の場所へ)                                                                 | 14 de gener de 2018    | -                          |
| En realitat, Pedro va detonar la dinamita, però va ser salvat per Chopper i Carrot, que a través de Brulee el van portar al món dels miralls. Els tres segueixen la pista, de nou a través dels miralls, Nami i Jinbe. Mentrestant, en Ruffy continua obrint-se camí al castell a la recerca de Sanji i acaba a la infermeria amb Reiju. La noia revela que el seu germà ja coneix la veritable naturalesa de Pudding i que en Ruffy, alleujat, decideix dirigir-se al punt fora del castell on havia promès esperar a Sanji. | |                        |                            |
| 822 | Decidit a dir adéu - Sanji i el dinar del barret de palla Wakare no ketsui - Sanji to Mugiwara bentō (別れの決意 サンジと麦わら弁当)                                                | 21 de gener de 2018    | -                          |
| Els nens i subordinats de Big Mom fan un balanç de la situació dels sis intrusos que van arribar a l'illa i van arribar a la conclusió equivocada que tots van ser capturats o assassinats: de fet es creu que Pedro és mort, Chopper i Carrot encara són presoners i Charlotte Opera menteix dient que Va cremar amb vida a en Ruffy i la Nami per no incórrer en la ira de la mare. Mentre en Ruffy, ara famolenc i esgotat, es dirigeix cap al punt de trobada, Sanji encara es troba al covillós castell. No obstant això, quan Bobbin s'acosta i posa la mà al menjar preparat per Sanji, el cuiner està furiós colpejant-lo violentament i marxa a la recerca d'en Ruffy. | |                        |                            |
| 823 | L'emperadriu dona la volta - el gran pla de rescat de Brook! Yonkō no negaeri - Burukku kyūshutsu dai sakusen! (四皇の寝返り ブルック救出大作戦！)                                  | 28 de gener de 2018    | -                          |
| Nami, Chopper, Jinbe, Pedro i Carrot al món dels miralls troben Brook al dormitori de Big Mom, agafat per les mans de l'emperadriu mentre dorm. Després de diversos intents, però, aconsegueixen rescatar-lo al món dels miralls, deixant un titella al seu lloc. Mentrestant, mentre Sanji surt del castell cap al punt de trobada amb en Ruffy, en Ruffy arriba al punt designat i, esgotat i famolenc, és atacat per l'enèsim fill de Big Mom. | |                        |                            |
| 824 | The Place of Promise - Ruffy Edge Fight Yakusoku no basho - Rufi genkai no ikki uchi (約束の場所 ルフィ限界の一騎打ち)                                                              | 4 de febrer de 2018    | -                          |
| Brook mostra als seus companys que va aconseguir fer una còpia de la carretera Poignee Griffe i la va amagar dins del seu crani i va aconseguir eludir la recerca. El grup no pot trobar en Ruffy i en Sanji a través dels miralls, però la Nami suggereix que els busquin fora, on en Ruffy ha afirmat que vol esperar a Sanji. Mentrestant, Jinbe explica a tothom que hi ha una trama en curs després d'haver-ne après de Pekoms, salvada després de ser llançada al mar per Capone. Mentrestant, mentre el Germa celebra ignorar l'aliança amb Big Mom, Bobbin, perseguint Sanji, és eliminat per misteriosos agressors. Mentrestant, Sanji arriba al camp de batalla i després de buscar entre les víctimes que encara estan estirades a terra, troba a en Ruffy esgotat i amb gana. | |                        |                            |
| 825 | Mentider - en Ruffy i en Sanji Usotsuki - Rufi to Sanji (ウソつき ルフィとサンジ)                                                                                                   | 11 de febrer de 2018   | -                          |
| Sanji li dona a en Ruffy la cistella amb el menjar que havia preparat per a Pudding, però el convida a marxar per tres motius: el va pegar i no es mereix tornar al vaixell, la Big Mom té l'ostatge de Baratie i, per molt que els odi, no ho pot permetre. que els Vinsmoke són assassinats l'endemà. En Ruffy, recuperat després del berenar, el colpeja violentament i l'insta a dir realment el que pensa: Sanji entre llàgrimes confessa que vol tornar al Sunny i en Ruffy el tranquil·litza dient que ell i els altres l'ajudaran a solucionar-ho tot. Mentrestant, Charlotte Katakuri, un dels tres dolços comandants i el segon fill de Big Mom, arriba al castell de l'emperadriu. | |                        |                            |
| 826 | Sanji torna - Crash! The Tea Party from Hell Sanji fukkatsu - Kowase! Jigoku no ochakai (サンジ復活 壊せ! 地獄のお茶会)                                                             | 18 de febrer de 2018   | -                          |
| En Ruffy i en Sanji són contactats pels seus companys a través d'un fragment del mirall i s'actualitzen sobre els darrers esdeveniments. Jinbe en aquest moment els parla de Capone "Gang" Bege: un dels cinc líders de les famílies inferiors del mar occidental, va eliminar els altres per prendre la seva riquesa i el plaer de veure com els altres feien la guerra per emergir com el nou líder. Després va marxar al mar, va continuar perseguint capitans pirates, de manera que durant els darrers dos anys es va presentar a Big Mom per rebre la seva protecció dels nombrosos enemics que havia fet. Jinbe explica que va descobrir de Pekoms, després que Bege fos llançat per la borda i salvat pels pirates del Sol, que Capone té la intenció de matar a traïdora Big Mom durant el matrimoni. Com que aquest últim mentrestant també ha guanyat la posició de cap de seguretat matrimonial, Jinbe proposa a en Ruffy que s'alia amb Bege per desordenar la cerimònia. | |                        |                            |
| 827 | Una reunió secreta! Ruffy contra els pirates Firetank Mikkai! Rufi tai Faiatanku kaizoku-dan (密会！ルフィVSファイアタンク海賊団)                                                   | 4 de març de 2018      | -                          |
| En Ruffy accepta la proposta de Jinbe i juntament amb en Sanji es dirigeixen a la base de Bege, a la costa de l'illa. Benvinguts per Vito, juntament amb els seus companys, es veuen obligats a rentar-se i canviar-se per fer-se presentables davant Capone. Chiffon explica a la Nami que la seva germana bessona Laura es va donar en matrimoni amb Loki, un príncep gegant del regne d'Erbaf que es va enamorar d'ella, però va fugir al matrimoni i a la família, dibuixant la ira de Big Mom i sent titllada de traïdora. A causa d'això, les relacions amb els gegants van caure en picat i Big Mom va invertir en la investigació de Caesar Clown sobre el gigantisme per compensar-ho. L'emperadriu també va donar a Chiffon un tractament atroç perquè li recordava a Laura i, per tant, la noia diu que no sent res sobre el pla de matar-la, ja que ara només Bege i el seu fill Pez són la seva família. Acabat de preparar-se, en Ruffy i els seus companys es reuneixen amb Bege i els pirates Firetank per parlar de la col·laboració. | |                        |                            |
| 828 | El pacte mortal - les forces aliades de Ruffy i Bege! Shi no kyōtei - Rufi Bejji rengō-gun! (死の協定 ルフィ&ベッジ連合軍!)                                                         | 18 de març de 2018     | -                          |
| Caesar, obligat per Bege a col·laborar en el pla de llibertat, acaba immediatament discutint amb aquest últim i amb en Ruffy. Jinbe fa que tothom calmi recordant-los que han de treballar junts per derrotar a Big Mom. Així, mentre els caps del món criminal arriben com a convidats a l'illa, Bege explica el seu pla: Caesar ha construït 3 llançadors de coets que alliberen un gas letal que també mataria Big Mom, però, per ratllar-se la pell dura l'has de colpejar en un moment de debilitat molt concret. Bege explica que en un any al seu servei només l'ha vist sagnar una vegada quan una foto d'una misteriosa benefactora anomenada Mother Caramel va caure de la taula on estava asseguda. Bege té la intenció de destruir la foto que hi ha sobre la taula davant de l'emperadriu durant les cerimònies i en Ruffy accepta aquesta tasca. | |                        |                            |
| 829 | El pla secret d'en Ruffy abans que pugi el teló! La conspiració per a la cerimònia del casament Rufi anyaku kaien chokuzen! Inbō no kekkonshiki (ルフィ暗躍 開演直前！陰謀の結婚式) | 25 de març de 2018     | -                          |
| En Ruffy i en Bege discuteixen els detalls finals del pla i Sanji torna a les seves habitacions. Mentrestant, Charlotte Mont d'Or i Gallette troben el cadàver de Bobbin i, sospitosos, van a revisar l'habitació de Sanji, però el troben allà sense poder demostrar que mai es va mudar. Mentrestant, els pirates del Sol abandonen Pekoms lligat a la costa i es motinen contra Big Mom: Jinbe ha decidit unir-se a la tripulació del barret de palla i ells, d'acord amb la seva decisió, es dirigeixen a l'illa dels homes peixos tement represàlia per l'emperadriu. | |                        |                            |
| 830 | Comença la reunió familiar! The Tea Party from Hell Famirī shūketsu kaien! Jigoku no ochakai (家族集結 開宴！地獄のお茶会)                                                          | 1 d'abril de 2018      | -                          |
| Els diversos convidats arriben al banquet del Tea Party després de ser escorcollats per Capone i els seus homes. A les portes també hi ha nombrosos assassins que desitgen venjar-se de Big Mom, però són derrotats per Charlotte Katakuri i els seus germans Daifuku i Oven, respectivament, segon, tercer i quart fill de l'emperadriu. Mentrestant, mentre en Ruffy surt al bosc de les temptacions, Big Mom arriba a la festa i dona la benvinguda a tothom. | |                        |                            |
| 831 | La parella falsa - l'entrada de Sanji i Pudding! Kamen fūfu - Sanji ♡ Purin nyūjō! (仮面夫婦 サンジ♡プリン入場！)                                                                   | 8 d'abril de 2018      | -                          |
| Els homes de Bege fan els últims preparatius per al seu pla d'assassinat, desfer-se dels testimonis incòmodes i després informar al seu capità. Bege, amb en Ruffy i els altres dins del seu cos, entra al Tea Party, que ara ha començat, preparant-se per actuar. Mentrestant, al migdia, Sanji i Pudding arriben a la festa per començar la cerimònia del casament. | |                        |                            |
| 832 | Petó de la mort - comença el pla per a l'assassinat de l'emperador! Shi no kisu - Yonkō ansatsu sakusen kaishi! (死のキス 四皇暗殺作戦開始)                                         | 15 d'abril de 2018     | -                          |
| Mentre Jinbe i els altres dins del cos de Bege intenten despertar en Ruffy que encara descansa, la cerimònia del casament cobra vida: en el moment de besar la núvia, Sanji aixeca el vel de Pudding descobrint el seu tercer ull i els seus elogis. sincerament per la seva bellesa. La noia, que tota la vida va ser menyspreada i considerada un monstre fins i tot per la seva mare, esclata a plorar. Big Mom fa una senyal al sacerdot perquè tregui Sanji, però Katakuri prediu que Sanji evitarà el cop i intentarà colpejar-lo. El cuiner, però, evita l'atac de Katakuri que fa caure el sacerdot, iniciant un tret. Mentre els convidats intenten entendre què està passant i els pirates de la Big Mom no saben si han d'actuar, ja que Sanji encara és viu, Katakuri preveu una catàstrofe i li diu a la seva mare que no pot fer res per evitar-la: de sobte, de fet, surten del pastís de noces, destruint-lo, dotzenes de còpies d'en Ruffy. | |                        |                            |
| 833 | Oferint una tassa de sake! El cavalleresc Jinbe paga el seu deute Sakazuki henjō! Otoko Jinbei no otoshimae (盃返上! 侠客ジンベエの落とし前)                                        | 22 d'abril de 2018     | -                          |
| Abans de la cerimònia, en Ruffy havia capturat nombrosos animals del bosc de les temptacions, convertint-los en còpies d'ell mateix amb els poders de Brulee; totes aquestes criatures surten del pastís destruït, provocant el caos. Big Mom ordena furiós al veritable Ruffy que es presenti; aquesta última, independentment de les conseqüències, es llença contra l'emperadriu en un intent de destruir la foto de la mare Caramel. Katakuri preveu les seves intencions i aconsegueix immobilitzar-lo amb els seus poders, però Jinbe intervé i l'allibera. Aquest últim es dirigeix cap a Big Mom dient que té la intenció d'abandonar la seva tripulació per unir-se als pirates del barret de palla. L'emperadriu utilitza els seus poders per intentar arrencar-li l'ànima, però Jinbe n'és immune perquè no té por d'ella, afirmant que és normal que algú formi part de la tripulació del futur rei pirata. Sense respecte, Big Mom l'ataca amb la seva fúria, mentre que sense que ningú se n'adoni, Brook disfressat de titella destrueix la foto de Mother Caramel. | |                        |                            |
| 834 | El pla falla!? Els pirates de la Big Mom lluiten contra Sakusen shippai!? Hangeki no Biggu Mamu kaizoku-dan (作戦失敗!? 反撃のビッグ・マム海賊団)                                   | 29 d'abril de 2018     | -                          |
| Els pirates i els fills de Big Mom ataquen en Ruffy i els seus aliats, mentre Big Mom comença a entrar en crisi, però ella no crida com s'esperava i es confon. Mentrestant, Perospero enganxa la família Vinsmoke a les cadires amb els seus poders, disposats a matar-los juntament amb els seus germans i germanes. Brook explica a en Ruffy que Big Mom està confosa perquè no sap si dirigir la seva ira contra el pastís o la foto destruïda, de manera que suggereix que el capità li mostri de nou la foto destrossada. Quan en Ruffy arriba a la foto, Bege revela la seva traïció, preparat juntament amb Pedro i Jinbe per frustrar Katakuri. | |                        |                            |
| 835 | Corre, Sanji - SOS! Germa 66 Hashire Sanji - SOS! Jeruma daburu shikkusu (走れサンジ SOS!ジェルマ66)                                                                                | 6 de maig de 2018      | -                          |
| Mentre Sanji, frustrat pels enemics, intenta arribar a la seva família per salvar-los, en Ruffy intenta mostrar a la Big Mom la foto destruïda recolzada pels seus aliats. Katakuri eludeix a Jinbe, Pedro i Bege i aconsegueix bloquejar en Ruffy a terra, però massa tard: estirant les mans aconsegueix mostrar la foto a Big Mom, que emet un crit molt fort que atordeix a tothom. En Ruffy i els seus aliats, preparats per a l'eventualitat amb taps d'orelles, aconsegueixen aprofitar-ho: Sanji, Nami, Chopper i Carrot alliberen el Vinsmoke i els donen els seus vestits de combat, mentre que Bege fa sortir Gotti i Vito del seu cos i es prepara per atacar l'emperadriu amb llançadors de coets de gas letals. Mentrestant, Big Mom mira enrere a Mother Caramel preguntant-se per què l'havia abandonada. | |                        |                            |
| 836 | El misteri de la mare - Erbaf i el petit monstre Mamu no himitsu - Erubafu to chīsana kaibutsu (マムの秘密 巨人の島と小さな怪物)                                                    | 13 de maig de 2018     | -                          |
| Seixanta-tres anys abans de l'actualitat, Big Mom, una nena de cinc anys que patia gegantisme, va ser abandonada pels seus pares a l'illa d'Erbaf, com a inmanejable per ells. A l'illa vivia una certa mare Caramel, una monja que va convèncer a la Marina per perdonar als capitans de les tripulacions pirates dels gegants capturats per posar pau entre les dues races. Caramel va crear la "Casa de les ovelles" a l'illa, on va tenir cura de tots aquells nens que per diversos motius estaven lluny de la família. Linlin va ser donada la benvinguda per la monja i, malgrat la seva immensa força i gana provocant diversos problemes, Caramel sempre li va perdonar. Temps després, a l'illa, era hora de celebrar el solstici d'hivern, un període en què tothom dejunaria durant dotze dies per agrair el sol. Però, després de set dies sense menjar, Linlin va entrar en la seva primera crisi alimentària, causant estralls a la capital exigint menjar. Assistint a l'escena, un dels ancians capitans guerrers gegants de la tercera edat va decidir matar-la perquè era massa perillosa.                                                                               | |                        |                            |
| 837 | Aniversari de la Mom - el dia que va desaparèixer Caramel Mamu tanjō - Karumeru ga kieta hi (マム誕生 カルメルが消えた日)                                                           | 20 de maig de 2018     | -                          |
| Linlin va colpejar violentament el gegant ancià i va provocar la seva mort. Mentre Caramel, gràcies als seus poders, va domar el foc causat per la menor, aquest va ser apacat amb menjar, sense recordar res del que havia passat. La mare Caramel va suplicar als gegants que la perdonessin i es va traslladar a una altra illa: de fet, amb els anys havia venut en secret els orfes al govern mundial per convertir-los en agents secrets de confiança de Marines o Cipher Pol, i també tenia la intenció de vendre Linlin per sortir prou del bucle ric. Poc abans de la venda, però, es va celebrar l'aniversari de Linlin: intoxicada pel menjar que va continuar menjant fins que no quedava res al seu voltant. Quan es va posar de manifest, la mare Caramel i els altres nens havien desaparegut inexplicablement per a ella. | |                        |                            |
| 838 | L'explosió del llançador! El moment de l'assassinat de Big Mom Ranchā sakuretsu! Biggu Mamu ansatsu no toki (兵器炸裂! ビッグ·マム暗殺の瞬間)                                       | 27 de maig de 2018     | -                          |
| Dos testimonis van presenciar els fets d'aquell dia: un gegant que va tornar a Erbaf per explicar el que va passar, alimentant encara més el ressentiment dels gegants cap a Linlin, i el cuiner pirata Streusen, que es va acostar a la nena i la va convèncer perquè el seguís. Els seus poders per convertir-ho tot en menjar. Linlin es va obrir camí al món de la pirateria dirigit per Streusen, que gaudia de les riqueses saquejades, aviat va ser declarat una amenaça per al món i va decidir continuar el somni proclamat per Mother Caramel de crear una nació en què totes les races poguessin. viure en pau. En l'actualitat, Capone i els seus homes disparen llançadors de coets aprofitant la debilitat momentània de Big Mom, però les bales són destruïdes per l'ona sonora provocada pel seu crit abans que la puguin colpejar. Bege, Ruffy i tots els seus aliats decideixen fugir cap al mirall portat ràpidament per Caesar, però també és destruït pel crit de l'emperadriu. Es troben atrapats al terrat del castell mentre tots els pirates de Big Mom es preparen per atacar-los.                                                                                | |                        |                            |
| 839 | Evil Army - Transformació! Germa 66 Aku no gundan - Henshin! Jeruma daburu shikkusu (悪の軍団 変身!ジェルマ66)                                                                      | 3 de juny de 2018      | -                          |
| Bege utilitza els seus poders per transformar-se en un castell i fer refugiar-se a tots els seus aliats. Nami, Chopper i Carrot són bloquejats pels fills de Big Mom abans que puguin arribar als altres, però són salvats per Germa 66 que, amb els seus vestits, cobreix la seva retirada i també es refugia dins del castell. Mentrestant, Du Feld nota el Tamatebako i intenta obrir-lo, però una ona de xoc fa caure el pit al terrat. Mentrestant, Bege encara intenta colpejar a Big Mom des del castell amb totes les armes a la seva disposició, aprofitant la seva debilitat momentània, però és detingut pels fills de l'emperadriu que bloquegen el castell i el assetgen. | |                        |                            |
| 840 | Tallar la relació pare-fill - Sanji i Judge Oyako no ketsubetsu - Sanji to Jajji (父子の訣別 サンジとジャッジ)                                                                      | 10 de juny de 2018     | -                          |
| Big Mom es recupera i comença a colpejar el castell de Bege en un intent de destruir-lo; Chiffon intenta des d'una finestra detenir la seva mare que, però, també l'acusa de traïció. En Ruffy es proposa sortir a lluitar, però la Nami el posa en llibertat explicant que han assolit els seus objectius de salvar Sanji i recuperar una còpia del Road Poignee Griffe, de manera que haurien de fugir. Bege proposa tornar a ser humà i treure Cèsar perquè pugui volar cap a la seguretat, però el científic protesta; De sobte, el jutge pregunta a Sanji per què els va salvar i Sanji respon que, si no ho feia, mai no tindria el coratge d'enfrontar-se al que considera el seu pare: Zef. De fet, proclama que Vinsmoke Sanji ha mort al mar i que no considera que el jutge sigui el seu pare. Aquest últim promet prou deixar-lo sol i s'ofereix a cobrir la fugida amb la resta de Germa 66, sense voler tenir deutes a la vida. | |                        |                            |
| 841 | Escapa de la festa del te! Ruffy vs Big Mom Chakai dasshutsu! Rufi tai Biggu Mamu (茶会脱出! ルフィVSビック・マム)                                                                  | 17 de juny de 2018     | -                          |
| Caesar s'escapa d'emportar-se Bege, defensat per Germa que participa en la lluita contra la tripulació de Big Mom. En Ruffy i en Sanji, veient a Reiju amb problemes, surten de Bege per donar suport: Big Mom provoca a en Ruffy dient-li que havia promès enfrontar-se a ella i que en canvi fugen, de manera que aquesta ataca l'emperadriu, però és fàcilment rebutjada. Mentrestant, Du Feld arriba al Tamatebako situat al nivell inferior, però és copejat per Stussy, en realitat agent del CP0 Aegis, que diu que ha d'anar al govern mundial; tot i col·lapsar a la part superior, Du Feld el fa caure del castell. Mentrestant, en Ruffy i en Sanji intenten escapar perseguits per Big Mom i el jutge intenta aturar-la, però és derrotat fàcilment. | |                        |                            |
| 842 | Comença l'execució - l'exèrcit aliat d'en Ruffy ha estat esborrat? Shokei kaishi - Rufi rengō gun zenmetsu!? (処刑開始 ルフィ連合軍全滅!?)                                          | 24 de juny de 2018     | -                          |
| Germa i Sanji s'enfronten a Big Mom i els seus fills, però aviat són eliminats, mentre que Caesar i Bege estan envoltats. Abans que Big Mom doni l'ordre d'executar-los, el Tamatebako arriba a la base del castell i explota, comprometent la integritat del castell que comença a col·lapsar-se provocant pànic a la ciutat. En el caos que segueix, Big Mom cau a terra i els seus fills deixen escapar a en Ruffy, en Sanji i la Germa. | |                        |                            |
| 843 | El castell s'enfonsa - la tripulació del barret de palla comença la gran fugida! Shatō hōkai - Mugiwara no ichimi dai dassō sutāto! (巨城崩壞 麦わら一味大脱走開始!)                | 1 de juliol de 2018    | -                          |
| Sanji, Ruffy, Bege, Caesar i tots els altres s'allunyen del castell aprofitant la confusió, igual que el Germa que va al seu camí. Streusen utilitza els seus poders i converteix el castell en un pastís, evitant una catàstrofe i salvant els nens de la Big Mom que queden al castell. El grup d'en Ruffy i el de Bege se separen i tornen als seus respectius vaixells, mentre Katakuri reorganitza l'exèrcit i ordena perseguir a tots els fugitius. Mentrestant, Big Mom cau en una nova crisi alimentària per no haver menjat el pastís de noces i comença a fer-se salvatge; Smoothie topa amb Opera i l'acusa d'haver traït la seva família per haver mentit sobre la mort dels seus enemics i aquest, penedit, intenta sense èxit frenar la fúria de Big Mom. | |                        |                            |
| 844 | La llança d'Erbaf - assalt! La mare gran vola pel cel Erubafu no yari - Kyōshū! Sora kakeru Biggu Mamu (巨人の槍 強襲! 空翔るビッグ·マム)                                           | 8 de juliol de 2018    | -                          |
| Perospero, en un intent d'allunyar la seva mare de la ciutat, li diu que la tripulació del Barret de Palla té el pastís de noces que vol i que l'emperadriu, després d'amenaçar-lo amb la mort si mentia, marxa a la recerca de Ruffy i els altres. Perospero i els altres nens, terroritzats, s'adonen que només han guanyat temps i no tenen manera d'aturar la seva mare. Pudding llavors proposa com a solució crear un fabulós pastís de xocolata de gasa obligant la seva germana Chiffon a col·laborar per crear-lo i dient-li que dirigeixi la seva mare a l'illa de Cocoa on anirà a preparar-lo. Mentrestant, el Germa 66 surt victoriós de la batalla contra l'exèrcit de Big Mom gràcies a la intervenció dels germans de Sanji. Mentrestant, Katakuri arriba a Sunny amb els poders de Brulee, mentre que en Ruffy i els altres arriben al bosc de les temptacions, però s'uneixen a la Big Mom que els ataca amb un fort cop. | |                        |                            |
| 845 | La determinació de Pudding - Big Blazes! El bosc de les temptacions Purin no ketsui - Dai enjō! Yūwaku no mori (プリンの決意 大炎上! 誘惑の森)                                      | 15 de juliol de 2018   | -                          |
| La Nami utilitza el Sorcery Clima Tact per distreure Zeus, el núvol sobre el qual viatja la Big Mom, que la fa caure. La Nami i els altres fugen al bosc de les temptacions, sempre perseguits per l'emperadriu que desencadena Prometeu provocant un gran incendi. Mentrestant, Pudding arriba a Bege i Chiffon, suplicant a la seva germana que l'ajudi i confessant que realment té la intenció d'aturar la seva mare amb el pastís només per salvar a Sanji i els seus companys. | |                        |                            |
| 846 | El contraatac del tro - Nami i el tempestuós Zeus! Hangeki no ikazuchi - Nami to raiun Zeusu! (反撃の雷 ナミと雷雲ゼウス!)                                                          | 22 de juliol de 2018   | -                          |
| En Ruffy i els altres continuen fugint al bosc de les temptacions derrotant a tots els pirates Homeys i Big Mom que intenten aturar-los. Arribada per l'emperadriu, Nami, que s'ha adonat que Zeus ha devorat nombrosos núvols de tempesta que va crear amb el Tacte Sorcery Clima, llança un llamp gegant a Big Mom. | |                        |                            |
| 847 | Chance Encounter - Sanji i el malvat Pudding enamorat Gūzen no saikai - Sanji to koisuru aku Purin (偶然の再会 サンジと恋する悪プリン)                                              | 29 de juliol de 2018   | -                          |
| Chopper i Brook recuperen el Shak Submerge i tornen al Sunny, però descobreixen que ha estat ocupat pels soldats de Big Mom i comencen a lluitar contra ells. Mentrestant, Big Mom, tot i ser impactada pels llamps, continua perseguint en Ruffy i els altres. Chiffon i Pudding arriben a la catifa volant d'aquest últim. Mentre que Pudding, que pateix trastorn bipolar, continua balbucejant i amenaçant en Ruffy i els altres, Chiffon explica el pla: anar amb Sanji a l'illa de Cocoa per coure el pastís per a Big Mom, i després anar amb ell per conèixer a en Ruffy i els altres. fugint per apaivagar l'emperadriu. Sanji està d'acord i s'aferra a la catifa volant mentre Big Mom ataca de nou a en Ruffy i als altres. | |                        |                            |
| 848 | Protegeix el Sunny - lluita amb coratge! Chopper & Brook Sanī o mamore - Funsen! Choppā ando Burukku (サニーを守れ 奮戦! チョッパー&ブルック)                                       | 5 d'agost de 2018      | -                          |
| Chopper i Brook, després de derrotar nombrosos soldats, s'enfronten a Perospero, però amb els seus poders els immobilitza i els cobreix amb líquid enganxós, convertint-los en estàtues. Mentrestant, en Ruffy i els altres aconsegueixen sortir del bosc i arribar al Sunny: Perospero intenta aturar-los creant parets de caramels, però en Ruffy els destrueix. | |                        |                            |
| 849 | Abans de l'alba - El líder dels guardians Pedro Yoake mae - Gādianzu danchō Pedoro (夜明け前 侠客団団長ペド)                                                                        | 12 d'agost de 2018     | -                          |
| A suggeriment de Jinbe, en Ruffy entra en batalla amb Katakuri en un intent de treure'l del vaixell. Mentrestant, la Nami prepara al Sunny per marxar amb un Coup de Burst, ja que la fugida és bloquejada pels vaixells Big Mom que s'acosten. Pedro li diu a Carrot que creu que en Ruffy i la seva tripulació són els predestinats esperats pel clan Kozuki i, per permetre'ls escapar, ataca Perospero que ha immobilitzat el vaixell amb els seus poders. Perospero aterra Pedro amb relativa facilitat, però el visó, recordant que li queda poc per viure i la seva trobada amb Gol D. Roger, es fa volar junt amb l'adversari, alliberant també el Sunny. | |                        |                            |
| 850 | Definitivament hi tornaré - en Ruffy llest per embarcar-se al risc de la seva vida. Kanarazu modoru - Rufi inochigake no shukkō! (必ず戻る ルフィ命がけの出航!)                     | 19 d'agost de 2018     | -                          |
| Chopper i Brook s'alliberen del líquid enganxós i Carrot, estudiant de Pedro, llança desesperat contra Katakuri, però és fàcilment enderrocat. En Ruffy intervé i aconsegueix immobilitzar-lo per permetre als altres realitzar el cop de ràfega; mentre Big Mom agafa el vaixell i la tripulació veu que Perospero encara és viu, Nami i Jinbe operen el Coup de Burst i fugen amb el vaixell. Mentrestant, en Ruffy agafa Brulee just del mirall del vaixell i, arrossegant Katakuri amb ells, entra al món dels miralls amb tots dos, destruint el mirall que acaba de passar i afirmant que derrotarà Katakuri. | |                        |                            |
| 851 | The Billion Man - Katakuri, el més fort dels tres dolços generals Jūoku no otoko - Saikyō no san Shōsei Katakuri (10億の男 最強の3将星カタクリ)                                     | 26 d'agost de 2018     | -                          |
| En Ruffy comença a lluitar contra Katakuri però apareix en dificultats. Mentrestant, al Sunny, mentre tothom està desesperat per la mort de Pedro, Jinbe els insta a honrar-lo recordant-los que encara estan al territori de Big Mom. Poc després, la flota de Big Mom es veu a la recerca i la mateixa emperadriu els persegueix. A bord d'una construcció de caramels creada per Perospero, ferit i amb ganes de venjança. Mentrestant, Sanji, Chiffon i Pudding són vistos per Pound quan arriben a l'illa de Cacao. | |                        |                            |
| 852 | Comença la baralla - en Ruffy contra Katakuri Gekitō kaimaku - Rufi tai Katakuri (激闘開幕 ルフィVSカタクリ)                                                                        | 2 de setembre de 2018  | -                          |
| Sanji s'amaga dins de la catifa voladora de Pudding i junts s'esmunyen a la fàbrica de dolços on la noia, amb els seus poders, modifica els records dels cuiners que els ajudaran a preparar el pastís fent-los creure que el matrimoni ha anat bé. Juntament amb Chiffon, tots comencen junts a preparar el pastís per a Big Mom. Mentrestant, en Ruffy s'enfronta a Katakuri amb diferents enfocaments, sempre demostrant ser inferior a ell. El general del caramel comenta la seva debilitat i ordena a Brulee que faci servir el mirall deixat al Sunny per calar foc al vaixell, mentre que en Ruffy s'esforça per aturar-los. | |                        |                            |
| 853 | The Green Room - L'invencible timoner, Jinbe Gurīn Rūmu - Muteki no sōda-shu Jinbē (波の部屋 無敵の操舵手ジンベエ)                                                                  | 16 de setembre de 2018 | -                          |
| Restringit per Katakuri i incapaç d'aturar Brulee, en Ruffy ordena a la Nami, a través d'un fragment de mirall, que destrueixi tots els que hi ha al vaixell. Mentrestant, Big Mom anima una gegantina onada que està a punt d'aclaparar al Sunny. Jinbe tranquil·litza els altres i al capdavant del vaixell demostra la seva gran habilitat: la dirigeix cap a l'onada gegant, passant-la per la “Sala Verda” mentre s'estavella i portant el vaixell a salvo sense danys. Mentre Perospero desconeix que Katakuri ha enfonsat el vaixell, el mirall del Sunny és trencat per Nami, que diu als altres que confiïn en el seu capità. | |                        |                            |
| 854 | Mogura's Menace - la lluita silenciosa d'en Ruffy! Mogura no kyōi - Rufi chinmoku no tatakai! (土竜の脅威 ルフィ沈黙の戦い!)                                                        | 23 de setembre de 2018 | -                          |
| La Nami i els altres destrueixen tots els miralls que queden al vaixell, i després li diuen a en Ruffy que estan bé i es troben secretament a l'illa de Cocoa a la 1:00 del matí. En Ruffy, perseguit per Katakuri i el seu trident Mogura, però, no s'adona que la conversa ha estat escoltada per Brulee, que informa ràpidament a Perospero el pla de la tripulació del Barret de Palla. Aquest últim, encara incrèdul que haguessin sobreviscut a l'onada, intenta dirigir Big Mom a l'illa de Cacao, però l'emperadriu decideix dirigir-se a l'illa de Nuts. | |                        |                            |
| 855 | El final de la batalla mortal? La ira de Katakuri desperta Shitō kecchaku!? Katakuri ikari no kakusei (死闘決着!? カタクリ怒りの覚醒)                                               | 30 de setembre de 2018 | -                          |
| Mentre Capone aconsegueix superar els vaixells de Big Mom, els germans de Sanji derroten a tots els atacants de la Germa. Niji es posa en contacte amb Charlotte Mont d'Or dissimulant la veu i fingint informar sobre la derrota de Germa, i llavors Ichiji dona l'ordre de salpar. Mentrestant, en Ruffy continua lluitant intensament contra Katakuri; aquest últim es sorprèn que eviti molts dels seus atacs i desperti la fruita del diable, convertint la zona circumdant en mochi i enterrant l'adversari que hi ha sota per sufocar-lo. | |                        |                            |
| 856 | El secret prohibit - el berenar de Katakuri Kindan no himitsu - Katakuri no merienda (禁断の秘密 カタクリのおやつの時間)                                                            | 7 d'octubre de 2018    | -                          |
| Katakuri, considerant en Ruffy condemnat, crea un petit edifici amb els seus poders i es refugia a dins per consumir el berenar de la tarda. En Ruffy, però, es recupera poc després i s'allibera del mochi menjant-lo, després destrueix l'edifici veient que Katakuri no és l'home perfecte que descriuen els seus germans: quan menja, abandona la façana de l'home imperturbable tastant bunyols i mostrant la seva desproporcionada boca per part del dents afilades. Furiós per haver revelat el seu secret, Katakuri reprèn la baralla amb en Ruffy, però, s'adona que pot predir els atacs de l'oponent i aconsegueix colpejar-lo per primera vegada. En Ruffy aleshores afirma haver entès com funciona el poder de Katakuri i activa el Gear Fourth, colpejant-lo una vegada més amb molta força. | |                        |                            |
| 857 | El contraatac d'en Ruffy - la debilitat de l'invencible Katakuri! Rufi hangeki - Muteki Katakuri no jakuten! (ルフィ反撃 無敵カタクリの弱点!)                                       | 14 d'octubre de 2018   | -                          |
| En Ruffy colpeja repetidament a Katakuri, però Katakuri finalment recupera la calma i torna a predir atacs amb Ambition. Mentrestant, Pound arriba a Cocoa Island i intenta en va entrar a la fàbrica de dolços per conèixer Chiffon. A dins, Pudding rep una trucada de Brulee per informar-li que en Ruffy està lluitant contra Katakuri i que la resta de la tripulació del Barret de Palla arribarà a l'illa per recuperar el capità a la 1 de la matinada, però trobarà a Oven i el seu exèrcit a espera'ls. De fet, el fill de Big Mom arriba a l'illa i allunya Pound, deixant de considerar-lo part de la família. | |                        |                            |
| 858 | Crisi de nou! Gear Fourth contra Muso Donuts Pinchi futatabi! Gia Fōsu tai Musō Dōnatsu (危機再び！ギア4VS無双ドーナツ)                                                             | 21 d'octubre de 2018   | -                          |
| Mont d'Or descobreix que els cargols marins que protegeixen el territori de Big Mom han desaparegut: Charlotte Praline els ha seduït en secret per facilitar la fugida de Jinbe i de tots els altres. Mentrestant, en Ruffy es queda sense temps disponible per al Gear Fourth, de manera que es retira xocant accidentalment amb Brulee, a qui fa servir per escapar del món dels miralls, deixant a Katakuri atrapat. En Ruffy i la Brulee, però, es troben a l'illa de Nuts, on la mare mare fa estralls en plena crisis alimentària. Mentrestant, Sanji i els altres es preparen per salpar per completar la finalització del pastís per a Big Mom a bord. | |                        |                            |
| 859 | Gasa, filla rebel - operació de transport de pastissos de Sanji Hangyaku no Shifon - Sanji no kēki yusō dai sakusen (反逆の娘 サンジのケーキ輸送大作戦)                             | 28 d'octubre de 2018   | -                          |
| En Ruffy s'escapa amb Brulee perseguit per Big Mom i els seus fills, buscant un mirall per refugiar-se. Mentrestant, Sanji es disfressa i juntament amb els altres es dirigeixen al port per lliurar el pastís, però són aturats per Charlotte Oven, que té la intenció de castigar Chiffon considerant-la un traïdor per les accions del seu marit Bege. Pound sembla defensar la seva filla i distreu el forn, permetent a Sanji colpejar el forn amb velocitat sobrehumana sense saber qui ho va fer. No obstant això, es recupera ràpidament i agafa Chiffon de nou malgrat les protestes de Pudding, quan rep notícies que Bege i la seva tripulació arriben a l'illa. | |                        |                            |
| 860 | A Manly Way to Live - La determinació dels capitans Ruffy i Bege Otoko no ikizama - Bejji to Rufi senchō no ketsui (男の生き様 ベッジとルフィ船長の決意)                            | 4 de novembre de 2018  | -                          |
| El forn es posa en contacte amb Bege i li diu que es rendeixi, sinó executarà Chiffon. Bege accepta la proposta, però quan s'acosta a la costa dispara a Oven i accelera el vaixell que, equipat secretament amb rutes, aclapara els enemics del port deixant enrere els vaixells que la persegueixen. Bege crida que carregui el pastís al vaixell i Sanji, en percebre el pla, llança tot el carro amb el pastís cap al vaixell, mentre que el Forn es recupera de nou jurant venjança. Mentrestant, en Ruffy viatja repetidament entre les illes de l'arxipèlag i el món dels miralls per escapar de la ira de Big Mom, Katakuri i de tots els altres enemics, fins que troba un refugi on medita sobre els ensenyaments de Rayleigh. Animat també pel desig de millorar cada vegada més a través de l'experiència, reflexiona sobre una estratègia per derrotar Katakuri. | |                        |                            |
| 861 | El pastís s'ha enfonsat? La batalla per la fugida de Sanji i Bege Kēki chinbotsu!? Sanji to Bejji tōbōsen (ケーキ沈没！？ サンジ&ベッジ逃亡戦)                                      | 11 de novembre de 2018 | -                          |
| En Ruffy torna al món dels miralls i reprèn la baralla amb Katakuri. Mentrestant, Sanji aterra el pastís juntament amb els cuiners, Pudding i Chiffon al vaixell de Bege, que continua el viatge aclaparant Forn i tornant al mar després de creuar l'illa. Mentre Bege i la seva tripulació canten la victòria, el forn fa servir els seus poders per fer bullir el mar i enfonsar el vaixell. Pound apareix sobtadament i colpeja el forn sense fer-li mal, però atraient la seva ira i aconseguint fer fugir el vaixell. Pound, feliç d'haver vist la seva filla de nou, li desitja una bona vida, ja que es veu superat per la fúria del Forn. Mentrestant, el Sunny torna a ser perseguit per Big Mom i la seva flota, quan s'adona que una altra flota de vaixells s'acosta des de davant, envoltant-los. | |                        |                            |
| 862 | Sulong - La gran transformació misteriosa de la pastanaga Suron - Kyarotto shinpi no dai henshin (月の獅子 キャロット神秘の大変身)                                                  | 18 de novembre de 2018 | -                          |
| Carrot mirant cap a la lluna plena, desperta el poder secret dels visons, la ferotge transformació de Sulong que la fa més forta i ràpida. Llavors, Carrot llança cap a la flota del davant comandada per Charlotte Daifuku, causant estralls, destruint els timons i enfonsant alguns vaixells enemics en el xoc amb el fill de Big Mom. Admirant l'habilitat del seu amic, Nami, Chopper i Jinbe aprofiten confusió per trobar una obertura al tancament, mentre que Brook va a donar un cop de mà a Carrot. | |                        |                            |
| 863 | Avanç - Gran batalla naval de l'equip de barrets de palla! Toppa seyo - Mugiwara no ichimi dai kaisen! (突破せよ 麦わらの一味大海戦！)                                              | 25 de novembre de 2018 | -                          |
| Perospero s'assabenta que el pastís de Pudding s'acosta cap a ells, però està preocupat per descobrir que és al vaixell de Bege. Mentrestant, aquest intenta enverinar el pastís, però és detingut per Sanji que el fa provar la crema enviant-lo en èxtasi i convencent-lo que el pastís només serà suficient per aturar l'emperadriu. Mentrestant, Carrot, després d'haver enviat la flota de Daifuku a la deriva, es queda sense forces, però és salvat per Brook que la torna al Sunny, on recupera la seva forma i descansa sota la coberta. Mentrestant, però, Zeus i Prometeu arriben a Big Mom i li permeten arribar al Sunny, caient al pont furiós i famolenc. | |                        |                            |
| 864 | Finalment la lluita - l'emperador contra la tripulació del barret de palla Tsuini gekitotsu - Yonkō tai Mugiwara no ichimi (遂に激突 四皇VS麦わらの一味)                            | 9 de desembre de 2018  | -                          |
| Mentre en Ruffy continua la lluita amb Katakuri intentant fer servir Ambition per predir els seus moviments, Big Mom comença a fer mal a Sunny a la recerca del pastís. Jinbe intenta convèncer-la que no hi és, però l'emperadriu l'anomena mentider. El llença fora de bord amb un fort cop. Tanmateix, el peix salta de nou al vaixell i colpeja l'emperadriu, llançant-la per la borda. Zeus salva Big Mom i torna a carregar amb la intenció de tallar el vaixell en dos, però Brook amb una barra diagonal aconsegueix tallar Zeus en dos i la Nami li deixa descarregar l'electricitat que tenia emmagatzemada, electrocutant Big Mom. | |                        |                            |
| 865 | Els preceptes del rei fosc - la batalla contra Katakuri es capgira Meiō jikiden - Katakuri-sen dai gyakuten kaishi (冥王直伝 カタクリ戦大逆転開始)                                  | 16 de desembre de 2018 | -                          |
| Mentre en Ruffy continua intentant desenvolupar Ambition per contrarestar Katakuri, Charlotte Flambé, una altra filla de Big Mom, complota poc lluny per eliminar a en Ruffy i entrar en les bones gràcies del seu germà gran. Mentrestant, Big Mom es recupera del cop sofert i a bord de Prometeu reprèn la recerca del Sunny; al vaixell, Brook li lliura a Nami el que queda de Zeus i la noia l'obliga a servir-la amenaçant-lo amb la mort. Mentrestant, en el món dels miralls, Katakuri s'adona que en Ruffy comença a evitar atacs previst el futur com ell. | |                        |                            |
| 866 | Torna finalment - Sanji, l'home que atura Big Mom Tsuini kikan - Yonkō o tomeru otoko Sanji (遂に帰還 四皇を止める男サンジ)                                                         | 23 de desembre de 2018 | -                          |
| Nami, Chopper i Brook repel·leixen amb gran esforç els nous atacs de Big Mom, quan el vaixell de Bege apareix a l'horitzó amb el pastís de noces a punt. Big Mom intueix l'olor del dolç i marxa a la recerca del vaixell de Bege, que gira cap a una illa propera sense saber com reaccionarà Big Mom després del dinar. Mentrestant, Pudding, després d'acomiadar-se de Chiffon, torna a Sanji al Sunny, on és acollit pels seus companys. Perospero en aquest moment no està decidit si seguir perseguint Sunny o Bege, quan aquest es posi en contacte amb ell. Mentrestant, en Ruffy continua la lluita i Flambé es prepara per colar-se d'ell. | |                        |                            |
| 867 | Lurking in the Dark - The Assassin Attacks Ruffy! Yami ni hisomu - Rufi o osou ansatsusha! (闇に潜む ルフィを襲う暗殺者！)                                                          | 6 de gener de 2019     | -                          |
| Flambé colpeja en Ruffy amb una agulla enverinada, que el distreu i que Katakuri, que recupera el domini, és colpejat fortament. Mentrestant, Bege informa a Perospero que només farà que la Big Mom mengi el pastís, despertant naturalment la seva sospita i fent-lo decidir perseguir-lo, mentre que Smoothie continuarà la recerca de Sunny. Sobre aquest últim, la tripulació, sabent de la trampa que els espera a l'illa de Cacao, discuteix i elabora un pla per eludir els enemics. De fet, en aquesta última illa, el Forn ordena a tots els habitants que es desfacin dels miralls, de manera que en Ruffy es veu obligat a abandonar el món dels miralls on l'espera una emboscada. Mentrestant, Flambé, que ve a en Ruffy a aixecar-se, intenta colpejar-lo de nou, però l'enyora i Katakuri nota la seva presència. | |                        |                            |
| 868 | A Man's Determination - El gran combat mortal de Katakuri Otoko no kakugo - Katakuri inochigake ōshōbu (男の覚悟 カタクリ命がけ大勝負)                                              | 13 de gener de 2019    | -                          |
| Katakuri s'adona que Flambé va intervenir d'amagat i, enfadat, es lesiona de la mateixa manera que va ferir en Ruffy gràcies a la intervenció de la seva germana, mostrant-li la seva boca desproporcionada i dient-li que no intervingués més. Flambé, ofesa i vist l'aparició del seu germà, ho nega amenaçant d'humiliar-lo, però Katakuri l'ignora i reprèn la baralla amb en Ruffy: quan tots dos utilitzen l'ambició del rei, Flambé perd la consciència juntament amb els seus subordinats, deixant als dos reprèn la lluita per acabar-la. Mentrestant, Sanji i Pudding es dirigeixen a Cocoa Island per recuperar a en Ruffy, mentre que el Sunny està sota l'atac de Smoothie, que absorbeix els seus subalterns per ampliar-los i lliurar poderoses barres. | |                        |                            |
| 869 | Despertar - el color de l'observació que supera el més fort! Mezamero - Saikyō o koeru kenbun-shoku! (目覚めろ 最強を越える見聞色!)                                                 | 20 de gener de 2019    | -                          |
| En Ruffy finalment aconsegueix rivalitzar amb el poder de Katakuri i els dos continuen lluitant aferrissadament, mentre a l'illa de Cacao es reuneixen nombrosos nens de Big Mom per evitar la fugida de Barret de Palla. Quan ja és passada la mitjanit, els dos, esgotats, intercanvien acudits i en Ruffy activa una nova forma de Gear Fourth: Snake Man. | |                        |                            |
| 870 | Un cop d'excel·lent velocitat - s'ha activat una altra aplicació Gear Fourth! Shinsoku no ken - Aratanaru Gia Fōsu hatsudō! (神速の拳 新たなるギア4発動！)                          | 27 de gener de 2019    | -                          |
| Sanji i Pudding arriben a l'illa de Cacao i s'hi colen. Mentrestant, en Ruffy, gràcies a la major força, rapidesa i imprevisibilitat de l'Home Serp, aconsegueix colpejar repetidament a Katakuri, que encara és un oponent molt fort. Al final, els dos, renunciant a les seves darreres energies, es van xocar amb un darrer cop molt potent. | |                        |                            |
| 871 | Finalment s'ha acabat - el colofó de la intensa lluita contra Katakuri Tsuini shūketsu - Sōzetsu Katakuri-sen no yukue (遂に終結 壮絶カタクリ戦の行方)                              | 3 de febrer de 2019    | -                          |
| Sanji, amagat no gaire lluny del mirall on sortirà en Ruffy, agraeix Pudding per la seva ajuda; ella, plorant, li demana un favor a canvi. Mentrestant, la lluita entre en Ruffy i en Katakuri ha acabat, però tots dos estan a terra inconscients. Mentre Bege amb el seu vaixell arriba a la vista de l'illa per deixar el pastís, la tripulació del Barret de Palla arriba a la vista de l'illa Cacao, trobant-la envoltada d'enemics. Mentrestant, en el món dels miralls, en Ruffy i en Katakuri s'aixequen esgotats: davant la pregunta que aquest planteja, en Ruffy afirma que vol tornar a derrotar a Big Mom i convertir-se en el rei dels pirates. Katakuri respon que pot veure un futur força llunyà, caient al terra derrotat. En Ruffy va a la recerca de Brulee per tornar a l'illa de Cacao, però se li uneix Pekoms que ja l'ha capturada i li ofereix ajudar-lo a honrar Pedro, que es va sacrificar per la seva seguretat. | |                        |                            |
| 872 | Una situació desesperada - l'atrapament de ferro d'en Ruffy! Zettai zetsumei - Teppeki no Rufi hōimō! (絶体絶命 鉄壁のルフィ包囲網!)                                                | 10 de febrer de 2019   | -                          |
| Pekoms explica a en Ruffy sobre la transformació dels Minks dient-li que només Pedro el podria calmar quan es transformés. Quan surten del mirall, Pekoms adopta una forma monstruosa, però és copejat per Forn, així que en Ruffy intenta escapar-se sol i, caçat pels enemics, és rescatat per Sanji. Pekoms s'aixeca i cobreix la fugida d'ambdós, però finalment és aclaparat pels homes de Big Mom. Sanji, distret pel destí de Pekoms, és colpejat i envoltat d'enemics, quan de sobte la flota de Germa 66 arriba atacant la de Big Mom. | |                        |                            |
| 873 | Salvat d'un cert final - els formidables reforços de Germa! Kishi kaisei - Saikyō no engun Jeruma! (起死回生 最強の援軍ジェルマ!)                                                   | 17 de febrer de 2019   | -                          |
| Els germans de Sanji arriben a l'illa i cobreixen la seva retirada, enfrontant-se amb Forn i la resta de l'exèrcit. Reiju, com molts anys abans, ajuda el seu germà a fugir, feliç d'haver trobat gent que l'estima. Sanji també passa per davant de la flota de Big Mom, compromesa en el xoc amb la de Germa, i juntament amb en Ruffy arriba a la rodalia del Sunny. | |                        |                            |
| 874 | L'última esperança - arriben els pirates del sol Saigo no toride - Taiyō no kaizoku-dan arawaru (最後の砦 タイヨウの海賊団現る)                                                     | 24 de febrer de 2019   | -                          |
| Sanji arriba al Sunny on ell i en Ruffy són tractats mentre continuen fugint. Mentrestant, Chiffon, Bege i la seva tripulació, després de perdre el seu vaixell, deixen el pastís a Soft Island i esperen que Big Mom el mengi, mentre els seus fills observen amb temor amb l'esperança que allunyarà la seva ira. Mentrestant, a Sunny se li uneix el vaixell insígnia del Germa, del qual el jutge li pregunta a en Ruffy per què va arriscar tant per salvar Sanji, enumerant els motius que el fan fracassar com a soldat; En Ruffy, però, li agraeix comentant que només ha enumerat els seus aspectes positius. Tanmateix, el Sunny està envoltat per la flota de Big Mom i, quan tot sembla perdut, Wadatsumi emergeix creant estralls entre els enemics: Jinbe es llança a l'aigua i descobreix que els pirates Sun han tornat per ajudar-lo a escapar, considerant que encara succeeixen mentre romanen Territori Big Mom. | |                        |                            |
| 875 | Sabor captivador - el pastís de la felicitat de Sanji Miwaku no aji - Shiawase no Sanji no kēki (魅惑の味 幸せのサンジのケーキ)                                                     | 3 de març de 2019      | -                          |
| Big Mom llança sobre el pastís, devorant-lo en un èxtasi de sabors. Mentrestant, els pirates del Sol obren un passatge per a la tripulació del Barret de Palla; no obstant això, els pirates de Big Mom aviat contraatacen amb projectils que eviten l'armadura de Germa i amb Forn que fa servir els seus poders per fer bullir l'aigua aturant l'atac dels pescadors. El Sunny torna a ser envoltat i és atacat per nombroses armes. | |                        |                            |
| 876 | Un home de justícia i humanitat - l'últim gran corrent oceànic de Jinbe Jingi no otoko - Jinbē kesshi no daikairyū (仁義の漢 ジンベエ決死の大海流)                                  | 17 de març de 2019     | -                          |
| Els homes de Big Mom s'adonen que no han colpejat el Sunny, però el vaixell dels homes peixos: de fet, Wadatsumi ha canviat els dos vaixells just abans de l'atac. El forn el colpeja amb els seus poders i aquest, després de demanar perdó pel seu comportament a l'illa dels Tritons, juntament amb la resta de la tripulació es precipita a atacar la flota de Big Mom per cobrir la fugida de la tripulació de Hat Palla. Mentrestant, mentre Bege i la seva tripulació fugen en un vaixell robat, Big Mom es recupera de l'èxtasi i es dirigeix a tota velocitat a l'illa de Cacao amb Perospero. Mentrestant, Jinbe obté permís de Ruffy per quedar-se i ajudar els seus antics companys, amb la promesa de retrobar-se a Wano. Els homes-peixos creen així un gran corrent marí que allunya el Sunny i impedeix que altres vaixells la perseguin. En un altre lloc, el periodista Morgans s'allunya de l'arxipèlag amb Stussy, dient-li que creu que serà algú de la “pitjor generació” que es convertirà en el proper rei pirata | |                        |                            |
| 877 | Temps de comiat - l'última "sol·licitud" de Pudding Sekibetsu no toki - Purin saigo no “onegai„ (惜別の時 プリン最後の“お願い„)                                                     | 24 de març de 2019     | -                          |
| Quan la tripulació del Barret de Palla surt del territori de Big Mom, Pudding plora en un carreró de l'illa de Cacao, recordant com va robar un petó a Sanji i després va acabar amb la seva memòria amb els seus poders, juntament amb tots aquells on era. s'havia portat malament amb ell. Mentrestant, en el món dels miralls, Brulee s'encarrega de les ferides de Katakuri, revelant que sempre ha sabut que no és l'home perfecte que ella mateixa sempre ha presumit, conscient que ho fa per infondre por als enemics i protegir els seus germans i germanes. Mentrestant, a l'illa de Cacao es difon la notícia de la fugida de la tripulació del Barret de Palla, de manera que el Germa i els peixos comencen a retirar-se; no obstant això, Big Mom arriba a tota velocitat a l'illa. Mentrestant, al Sunny tothom celebra el retorn de Sanji que, igual que el seu professor Zeff, prepara menjar dient que sempre està preparat per fer-ho per a aquells que tenen gana. | |                        |                            |
| 878 | El món està impactat - arriba el cinquè emperador del mar! Sekai kyōgaku - Dai go no umi no kōtei arawaru! (世界驚愕 第五の海の皇帝現る！)                                          | 31 de març de 2019     | -                          |
| Makino, que ara té un fill, mentre recorda la trobada entre en Ruffy i en Shanks, s'uneix a l'alcalde de Foosha que li diu que hi ha notícies importants al diari. Mentrestant, al Sunny Nami mostra als altres que Big Mom Zeus 'Homey està ara al seu servei, mentre que Sanji descobreix que els seus germans li han regalat un vestit de combat Germa que no té intenció de portar. Carrot, que va rebre el diari, comparteix la notícia amb els altres, de manera que Sanji descobreix que la seva recompensa ha pujat a 330 milions i que la seva connexió amb el Vinsmoke és ara pública. Mentrestant, mentre l'illa Shirahoshi Fishman s'uneix a la seva família per assistir a la reveria de Marijoa, les notícies dels esdeveniments de Tottoland viatgen arreu del món. Segons el diari, en Ruffy és el cervell que va orquestrar l'atac a Big Mom derrotant dos dels seus generals i ajupint els pirates Firetank, Sun i Germa a les seves ordres. Aquesta important derrota de l'emperadriu, combinada amb el fet que se sap que en Ruffy compta amb set tripulacions amb més de 5.000 homes al seu servei, segons el diari el converteixen en un autèntic "cinquè emperador". | |                        |                            |
| 879 | Cap a la Reveria - Reunió! Els aliats del barret de palla Reverī e - Shūketsu! Mugiwara no meiyū-tachi (世界会議 へ 集結！麦わらの盟友達)                                           | 7 d'abril de 2019      | -                          |
| Mentre els governants dels diversos regnes es dirigeixen cap al Reverie, alguns pirates ataquen el vaixell que transporta la família reial de Dressrosa i Prodence, però són detinguts per Kobi, ara capità de la Marina. El noi veu l'article al Ruffy al diari i es commou pensant en la seva trobada amb ell i en com el va esperonar a convertir-se en el que és. Això no s'escapa de Rebecca i Leo, que el pressionen sobre les seves simpaties cap a en Ruffy. Mentrestant, mentre Big Mom i Kaido llegeixen amb ràbia les notícies sobre el barret de palla, en Ruffy està desesperat perquè ha descobert que la seva mida ha disminuït: en realitat, descobreix Brook poc després, ha llegit malament i la seva mida ha augmentat fins als mil milions la meita. | |                        |                            |
| 880 | Sabo actua - apareixen els comandants de l'exèrcit revolucionari! Sabo ugoku - Kakumei-gun zen Guntaichō tōjō! (サボ動く 革命軍全軍隊長登場!)                                       | 14 d'abril de 2019     | -                          |
| El regne de Lulusia és atacat pels pirates de Barbapesca, un aliat de Barbanegra, aprofitant que el rei i els seus soldats es dirigeixen cap al Reverie. A l'illa, però, apareixen els quatre comandants de l'exèrcit revolucionari: Morley, Belo Betty, Lindbergh i Karasu. Gràcies als seus poders, Belo Betty fa aixecar la població contra els pirates i, recolzats pels altres comandants, els obliguen a fugir capturant el pirata Barbapesca. Mentrestant, a la propera illa de Momoiro, Dragon, Sabo i la resta de l'exèrcit revolucionari esperen els quatre comandants per discutir el seu pla per al futur proper: declarar la guerra als dracs celestes amb la intenció de destruir-los. | |                        |                            |
| 881 | Entrant en acció - el implacable nou gran almirall, Sakazuki Ugokidasu - Shūnen no shin gensui Sakazuki (動き出す 執念の新元帥サカズキ)                                             | 21 d'abril de 2019     | -                          |
| El gran almirall Sakazuki rep les notícies sobre en Ruffy i, juntament amb l'ex gran almirall Sengoku, recorda com el noi sempre ha estat enmig dels esdeveniments més desconcertants de fa dos anys. De fet, per salvar el seu germà Ace, va aconseguir infiltrar-se en Impel Down tot sol i en va sortir malgrat les dificultats amb una audaç fugida acompanyat de nombrosos presoners, alguns fins i tot dels seus antics enemics, provocant la fugida massiva més greu de la història de la presó. Per si no n'hi hagués prou, sempre va ser ell qui va aparèixer a Marineford amb els mateixos ex presoners que la batalla entre la Marina i els pirates de Barbablanca estava en marxa. | |                        |                            |
| 882 | La guerra suprema - la voluntat heretada del rei pirata Chōjō sensō - Tsugareta Kaizoku-ō no ishi (頂上戦争 継がれた海賊王の意思)                                                   | 28 d'abril de 2019     | -                          |
| Sengoku continua recordant els esdeveniments de Marineford i com en Ruffy va aconseguir alliberar el seu germà Ace, tot i que finalment va ser assassinat per Sakazuki i la batalla es va aturar amb l'arribada de Shanks. Mentrestant, al proper Red Port, la zona des de la qual parteixen els transbordadors per pujar a la línia vermella, arriben nombroses famílies reials, inclosos Neptú i els seus fills acompanyats de Garp, per participar al Reverie per segona vegada en els darrers 200 anys. Mentrestant, a Marijoa, els almiralls Fujitora i Ryokugyu debaten sobre un nou invent Vegapunk que farà superflu el 7 grans Guerrers del Mar. | |                        |                            |
| 883 | Un pas per davant del somni - el camí de Shirahoshi cap al sol! Yume no ippo - Shirahoshi taiyō no moto e! (夢の一歩 しらほし太陽の下へ!)                                           | 5 de maig de 2019      | -                          |
| Neptú, Shirahoshi i els seus germans pugen a la llançadora per pujar a la línia vermella fins a Marijoa, juntament amb altres governants, inclòs Stelly, el germà adoptiu de Sabo i ara rei de Goa. Mentrestant, mentre alguns oficials de l'exèrcit revolucionari escalen secretament la Línia Roja fent servir les seves habilitats, Sabo s'infiltra a la llançadora de la família real disfressant-se de guàrdia. | |                        |                            |
| 884 | M’agradaria tornar-lo a veure - els sentiments de Vivi i Rebecca Aitai - Bibi to Rebekka no omoi (会いたい ビビとレベッカの想い)                                                    | 12 de maig de 2019     | -                          |
| Les famílies reials arriben a Marijoa i a través d'una passarel·la en moviment arriben al castell de Pangea. Tot i això, Fukaboshi suggereix a la seva família que continuï a peu amb l'excusa d'un passeig pel bosc perquè sospita, com és realment, que la passarel·la mòbil està operada per esclaus tancats sota terra. En arribar al pati del castell, Shirahoshi rep nombroses valoracions i propostes matrimonials per part dels altres nobles, rebutjant-les gràcies a l'ajut de Fukaboshi que calma els esperits. Mentrestant, no gaire lluny, Bibi d'Alabasta coneix Rebecca de Dressrosa acompanyada de Leo i altres nans. Les dues princeses de seguida fan amics recordant com en Ruffy les va ajudar a salvar el seu país. Shirahoshi sent els seus discursos i, tot i que Ryuuboshi intenta aturar-la, confia a les altres dues princeses que a ella també li agradaria tornar a veure a en Ruffy. | |                        |                            |
| 885 | La foscor de la terra sagrada - el misteriós barret de palla gegant Seichi no yami - Nazo no kyodaina mugiwara-bōshi (聖地の闇 謎の巨大な麦わら帽子)                                | 19 de maig de 2019     | -                          |
| Wapol i Dorton reconeixen Bibi i comencen a discutir, de manera que la noia explica a les altres dues princeses l'aventura que va tenir a l'antic regne de Drum. Sai també s'acosta al grup, veu en Leo i li explica que ell i els altres capitans de la flota de Barret de Palla abandonen els rols i regnes que serveixen per posar-se a disposició de Ruffy, segur que aviat serà necessari respondre la seva crida. Mentrestant, a Impel Down, es diu que Doflamingo, tancat en aïllament al sisè nivell, està segur que Magellan el vol protegir dels assassins enviats per eliminar-lo abans que reveli el tresor secret dels dracs celestes. Mentrestant, a Marijoa, una misteriosa figura amb extremitats llargues obre una caixa forta subterrània on es guarda un gegant barret de palla semigelat. | |                        |                            |
| 886 | La tumultuosa terra sagrada - objectiu de la princesa Shirahoshi! Seichi sōzen - Nerawareta Shirahoshi-hime! (聖地騒然 狙われたしらほし姫！)                                        | 26 de maig de 2019     | -                          |
| Mentre Stelly presta el jurament de submissió al tron del buit del govern mundial com a nou rei de Goa, el drac celestial San Charloss fa capturar a la princesa Shirahoshi per convertir-la en la seva esclava. Leo i Sai intervenen per aturar-lo, però són rebutjats pel CP0 Aegis, que inclou Rob Lucci, Kaku i Stussy. El rei Neptú, furiós, està a punt de atacar-los, però abans que pugui fer-ho, Donquijote Myosgard, un altre drac celestial, intervé i ataca San Charloss, disculpant-se profundament pel que va passar. De fet, salvat per Otohime uns anys abans, esperava poder pagar als peixos. | |                        |                            |
| 887 | Situació explosiva - dos emperadors apunten a en Ruffy Isshoku sokuhatsu - Rufi nerau futari no Yonkō (一触即発 ルフィ狙う二人の四皇)                                               | 2 de juny de 2019      | -                          |
| Big Mom posa en contacte amb Kaido amb una bavosa i li diu que en Ruffy es dirigeix cap al seu territori, però que no l'ha de tocar perquè el vol matar en persona per venjar l'insult immediatament. Kaido respon que no té intenció d'obeir i els dos comencen a discutir; la conversa, interceptada per la Marina, desperta la preocupació de diversos oficials, alguns dels quals ho discuteixen amb Garp, que està absolutament tranquil tot i que el seu nebot Ruffy està directament implicat. Mentrestant, Shanks es presenta a les Cinc estrelles de la saviesa dient que vol parlar-los d'un determinat pirata. | |                        |                            |
| 888 | Angry Sabo - la tragèdia de l'exoficial de Kuma de l'exèrcit revolucionari Sabo ikaru - Kakumei-gun kanbu Kuma no higeki (サボ怒る 革命軍幹部くまの悲劇)                            | 9 de juny de 2019      | -                          |
| Mentre Manshelly tracta les ferides de Shirahoshi, Myosgard afirma que romandrà al costat de la sirena durant la durada de la Revetlla garantint la seva seguretat. Pell demana perdó a Vivi per no estar al seu costat durant la convulsió i li diu que el seu pare Cobra va anar a una reunió amb Riku Dold III i l'almirall Fujitora després de rebre una carta d'aquest últim. A la porta que condueix al domini dels Dragons Celestials, els guàrdies no permeten que la reina de Sorube, Connie, creui el llindar. Això es cola en secret, aprofitant la trobada entre el ferit Charloss i el seu pare Roswald, que va venir a recuperar-lo muntant el seu nou esclau: Kuma Bartholomew. Observant l'escena, Connie, que en realitat és Jewelry Bonney disfressada amb els seus poders, defineix l'estat en què van reduir l'imperdonable ex governant de Sorube. Mentrestant, a la clandestinitat, Sabo, Karasu, Lindbergh i Morley també discuteixen com salvar la seva antiga parella. | |                        |                            |
| 889 | Finalment comença - la Rêverie plena de conspiracions! Tsui ni kaimaku - Inbō uzumaku Reverī! (遂に開幕 陰謀渦巻く世界会議!)                                                        | 16 de juny de 2019     | -                          |
| Els membres de la família reuneixen i inicien el Reverie, mentre les Cinc estrelles de la saviesa parlen de neteja i van a la sala del Tron buit, on arriba la misteriosa figura de membres llargs anomenada Im per seure al banc; els ancians s'inclinen davant d'ell preguntant-li quina és la “següent llum” que s'ha d'apagar. | |                        |                            |
| 890 | Marco! El guardià de l'últim record de Barbablanca Maruko! Shirohige no katami no shugosha (マルコ！白ひげの形見の守護者)                                                           | 23 de juny de 2019     | -                          |
| Nekomamushi va a en Marco per demanar-li ajuda contra Kaido. Rebutja la invitació explicant que està cuidant la ciutat natal de Barbablanca, un poble pacífic i amagat que el mateix vell pirata sempre havia protegit en secret i al qual sempre havia pagat tots els seus ingressos. Mentre el pirata Edward Weeble i la seva mare cacen el llegat d'en Barbablanca, Marco tem que pugui ser el seu objectiu i té intenció de protegir-lo a tot preu, sent l'últim record que queda d'ell. | |                        |                            |
| 891 | Pujant per una cascada! Un gran viatge a les aigües del país de Wa! Takinobori! Wa no Kuni no kaiiki dai-kōkai! (滝登り! ワノ国の海域大航海)                                        | 30 de juny de 2019     | -                          |
| En Ruffy i els altres, després de llegir l'obertura del Reverie al diari, entren a les aigües dolces i tumultuoses del país de Wano acompanyats d'un grup de carpes gegants. En un moment donat, arriben a una cascada alta que flueix cap enrere i en Ruffy s'aferra a la carpa per arrossegar el vaixell cap amunt. A la part superior, però, el vaixell acaba aspirant-se en un remolí gegant d'aigua i en Ruffy es llença per la borda. | |                        |                            |

## personatges
personatges principals de la temporada 19
- Monkey D. Ruffy
- Nami
- Tony Tony Chopper
- Brook
- Jinbe
- Vinsmoke Sanji
- Pedro
- Carrot
- Pekoms
- Big Mom
- Charlotte Pudding
- Charlotte Katakuri
- Charlotte Prospero
- Charlotte Brulee
- Vinsmoke Judge
- Vinsmoke Rejiu
- Capone Bege
- Charlotte Oven